# Museu Nacional de la Ciència i de la Tècnica de Catalunya
El Museu Nacional de la Ciència i de la Tècnica de Catalunya, també conegut amb l'acrònim MNACTEC, és un museu que té com a missió promoure el coneixement de la cultura científica, tècnica i industrial i, a la vegada, conservar, estudiar i mostrar l'evolució dels avenços científics i tècnics a Catalunya, fent especial atenció a la seva aplicació industrial i la seva incidència social.
El MNACTEC és un dels tres museus nacionals de Catalunya segons la Llei de Museus (Llei 17/1990 de 2 de novembre), i depèn del Departament de Cultura de la Generalitat de Catalunya. 
La seu central del museu és a Terrassa (Vallès Occidental), en una antiga fàbrica tèxtil de la rambla d'Ègara: el Vapor Aymerich, Amat i Jover. L'edifici, dissenyat per l'arquitecte Lluís Muncunill i construït entre 1907 i 1908, és considerat un dels principals exemples d'arquitectura industrial modernista de Catalunya. La denominació de vapor prové de la utilització de la màquina de vapor com a força motriu. Els antic espais industrials de la fàbrica tèxtil encara es conserven i són una de les principals atraccions del museu.
A més de la seu central a Terrassa, el museu té tres seus: el Museu del Ciment Asland de Castellar de n'Hug, el Museu de la Colònia Sedó d'Esparreguera i la Farga Palau de Ripoll.
El MNACTEC articula el Sistema Territorial del MNACTEC, una xarxa de 26 museus i espais patrimonials per conèixer i interpretar la industrialització al territori català.

## Edifici

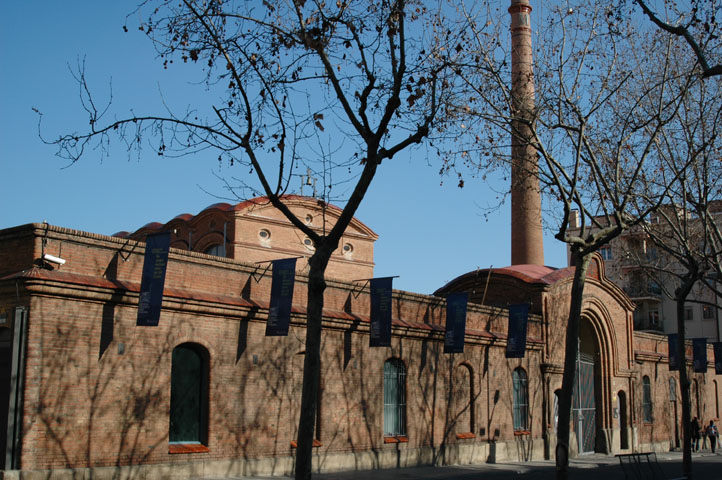
Façana de la rambla d'Ègara del vapor Aymerich, Amat i Jover, seu central del Museu de la Ciència i de la Tècnica de Catalunya (Terrassa).

El Vapor Aymerich, Amat i Jover és una antiga fàbrica tèxtil situada a la Rambla d'Ègara de Terrassa, construïda entre 1907 i 1908, que actualment allotja el Museu de la Ciència i de la Tècnica de Catalunya. Obra de l'arquitecte Lluís Muncunill, és considerat l'edifici industrial modernista més important de Catalunya. La denominació de vapor prové de la utilització de la màquina de vapor com a força motriu.
El complex industrial original està format per: una gran nau de producció d'11.000 m²;  un edifici annex de tres cossos destinat a allotjar la sala de calderes, la sala de la màquina de vapor i el taller d'electricitat; un pati; la xemeneia de 42 metres d'alçada, i l'edifici de les oficines que feia front a la rambla.

Arquitectònicament, en destaca la coberta. Aquesta està formada per 161 voltes de maó pla, que es combinen amb claraboies adoptant el sistema de dents de serra, i se sosté sobre 300 columnes de ferro. colat.

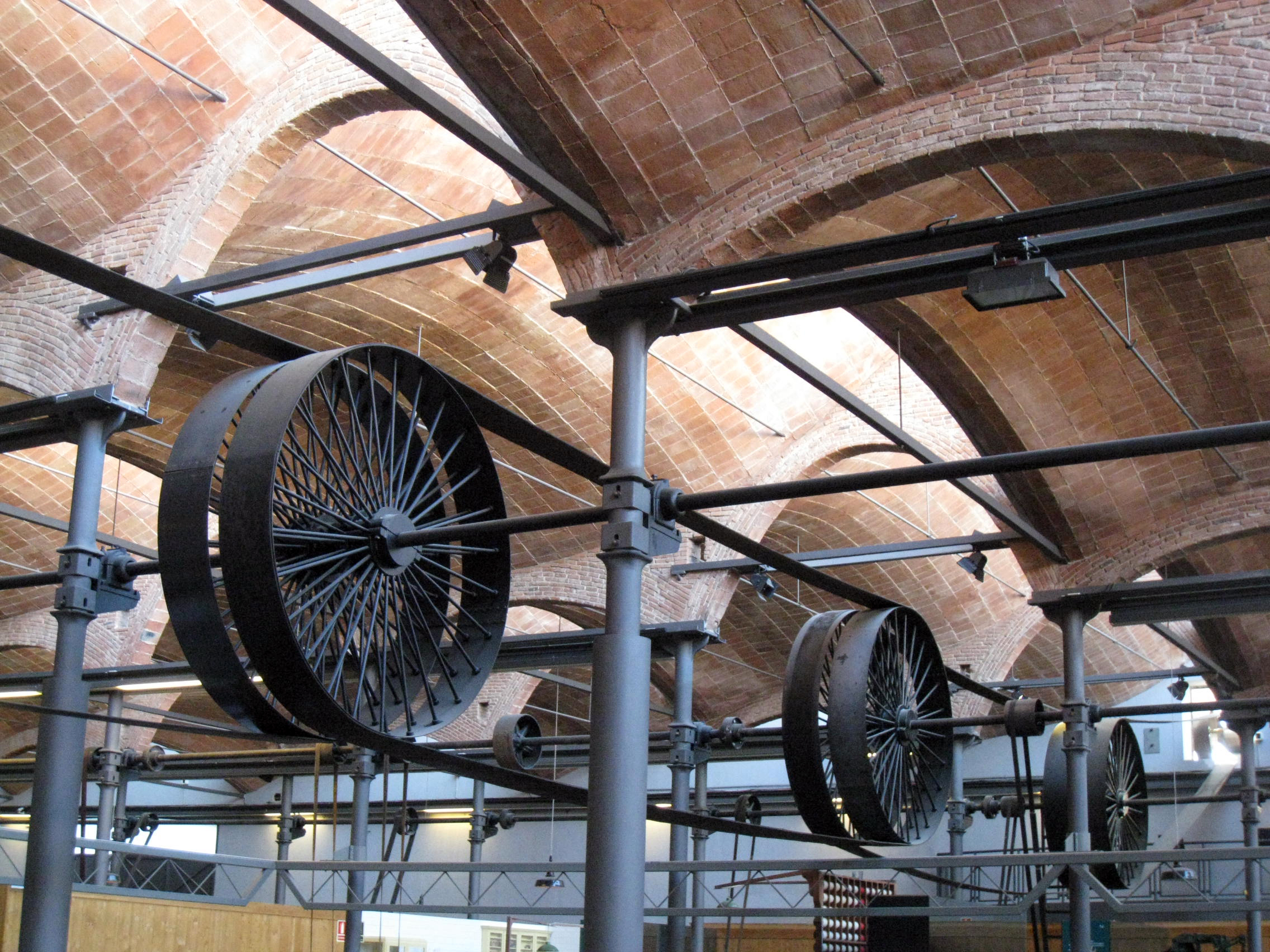
Embarrats i voltes de la fàbrica

Fundada l'any 1908 per tres industrials terrassencs —Josep Aymerich i Grané, Pau Amat i Boguñà i Francesc Jover Barba—, la fàbrica acollia tot el procés de transformació de la llana i produïa els teixits de llana anomenats “novetats”. A partir de 1920, els filats es van traslladar a Fígols i la fàbrica es va especialitzar en els teixits, llogant part del seu espai a altres empreses. L'any 1962 l'edifici va quedar greument afectat per les riuades de Terrassa. La fàbrica va plegar definitivament l'any 1976. L'edifici va ser comprat per la Generalitat de Catalunya l'any 1983 i, després de ser rehabilitat, es va convertir en la seu del Museu de la Ciència i de la Tècnica de Catalunya.
L'edifici va ser declarat Bé Cultural d'Interès Nacional (BCIN), en la categoria de Monument Històric, pel Govern de la Generalitat de Catalunya el 4 de juny de 2019.

## Història
La voluntat de creació d'un museu de ciència i tècnica de Catalunya arrenca a finals del segle xix. L'any 1937, la Generalitat republicana, donant resposta a aquesta vella aspiració catalana, va publicar una ordre per crear el Museu. La Guerra Civil i la dictadura posterior del general Franco van estroncar el projecte, que va romandre oblidat fins als anys setanta del segle xx. 

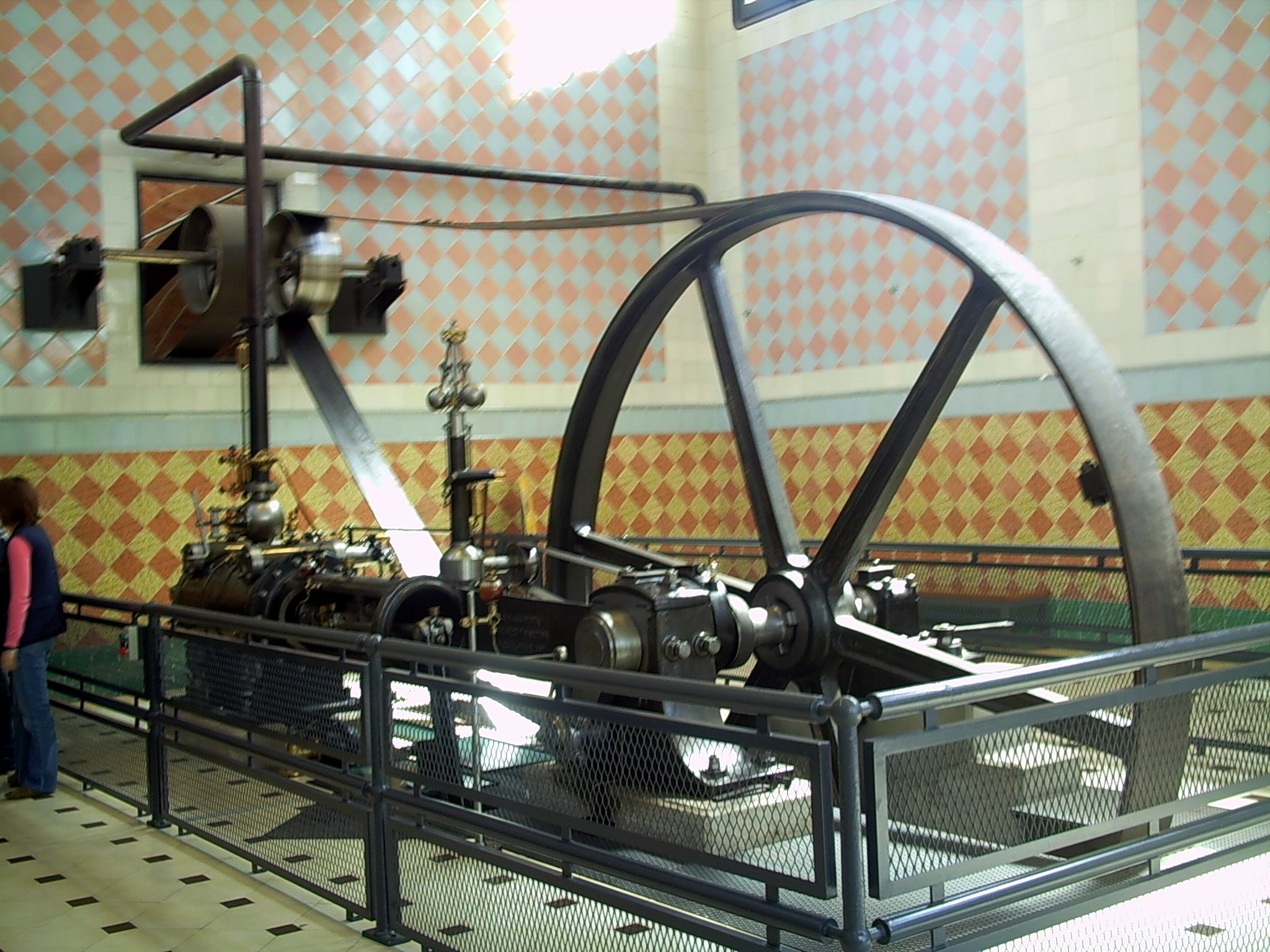
Màquina de vapor de l'antiga fàbrica tèxtil

L'any 1976, l'Associació d'Enginyers Industrials de Catalunya va recuperar la iniciativa de fundar un museu de ciència i tècnica i, el 1979, van constituir l'Associació del Museu de la Ciència i de la Tècnica i d'Arqueologia Industrial de Catalunya amb la voluntat d'aplegar esforços per a la creació del Museu i preservar els béns del patrimoni industrial.
L'any 1981, el Departament de Cultura de la Generalitat de Catalunya va assumir el projecte i el 1983 va comprar la fàbrica Aymerich, Amat i Jover amb la finalitat de convertir-lo en la seu del museu i el 1984 va obrir la fàbrica al públic. La Llei de Museus de 2 de novembre de 1990, el va declarar Museu Nacional i el va constituir com a entitat autònoma. L'any 1996 es va inaugurar la primera exposició permanent i es van acabar les obres de restauració de la nau principal de l'edifici.
El projecte va ser ideat i desenvolupat des del 1983 fins al 2013 per Eusebi Casanellas Rahola. Actualment és dirigit per Jaume Perarnau i Llorens.

## Col·leccions

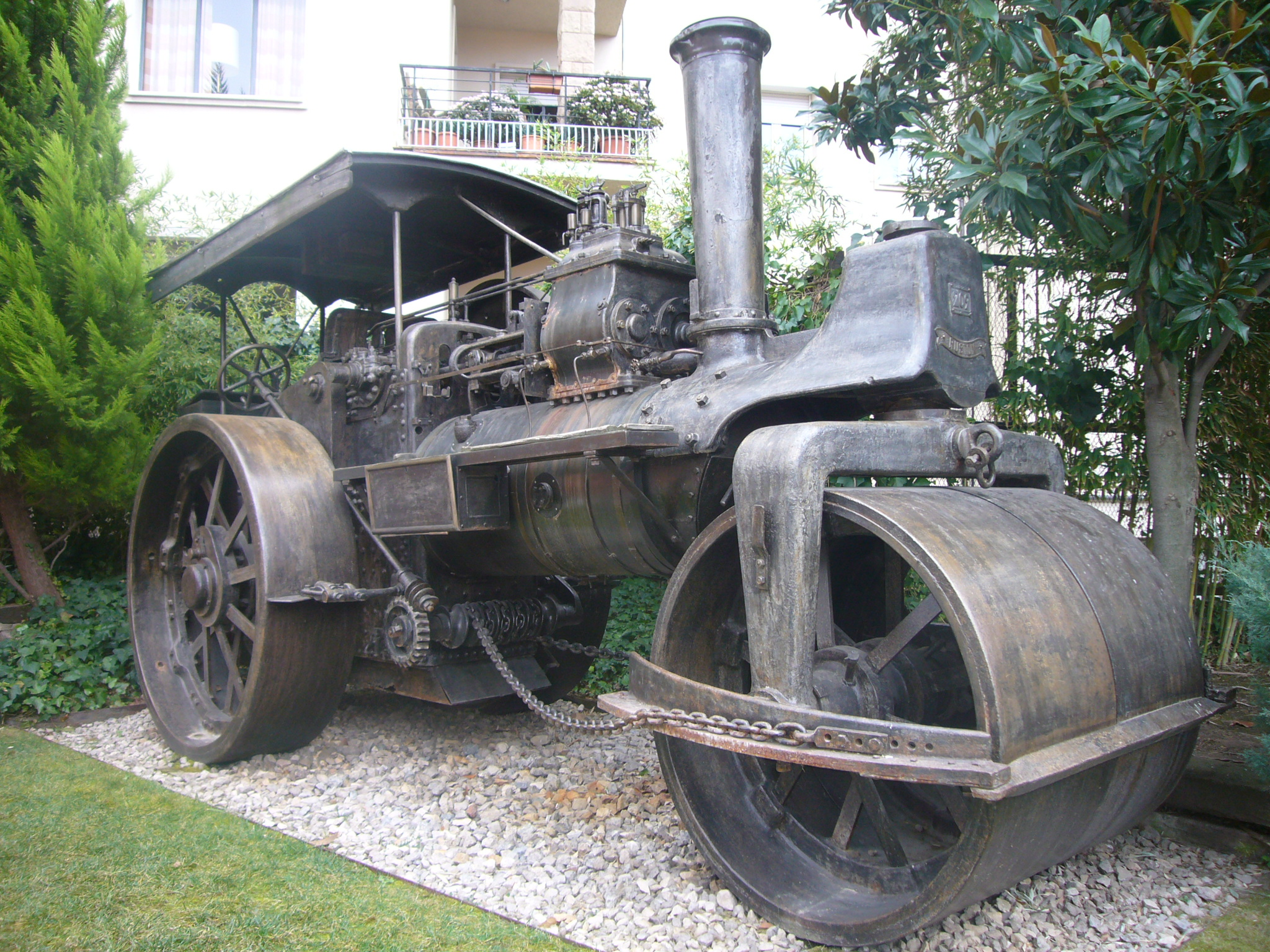
Piconadora de vapor Ruston

Les col·leccions del MNACTEC reuneixen més de 20.000 objectes de temàtica científica, tècnica i industrial (béns de producció i béns de consum). El Museu s'interessa preferentment pels objectes dissenyats o fabricats a Catalunya, però també per aquells que hagin tingut un impacte en la societat catalana o que hagin representat un avenç en una determinada tecnologia Arxivat 2017-02-02 a Wayback Machine..
Els àmbits representats a les col·leccions del MNACTEC són els següents: Aparells domèstics; Arts gràfiques; Computació, electrònica i telecomunicacions; Energia; Ciència, experimentació i mesura; Medicina; Sectors productius i serveis; Tecnologies audiovisuals; Transport, i Altres.
Les exposicions del Museu només mostren un 10% dels objectes de les col·leccions; la resta de peces es conserven en les sales de reserva del MNACTEC, que ocupen aproximadament 7.000 m² i estan dividides en tres espais diferents: dues de les sales de reserves estan situades al mateix Museu, a Terrassa, i la tercera s'ubica en una nau industrial a Cervera (la Segarra).
Les dues reserves internes conserven unes 17.000 peces de dimensions reduïdes. A les reserves de Cervera s'hi conserven un miler d'objectes, la majoria dels quals són peces de grans dimensions i tonatge, com ara màquines de vapor, maquinària tèxtil, d'arts gràfiques, de generació hidroelèctrica, i diferents mitjans de transport.

## Exposicions permanents

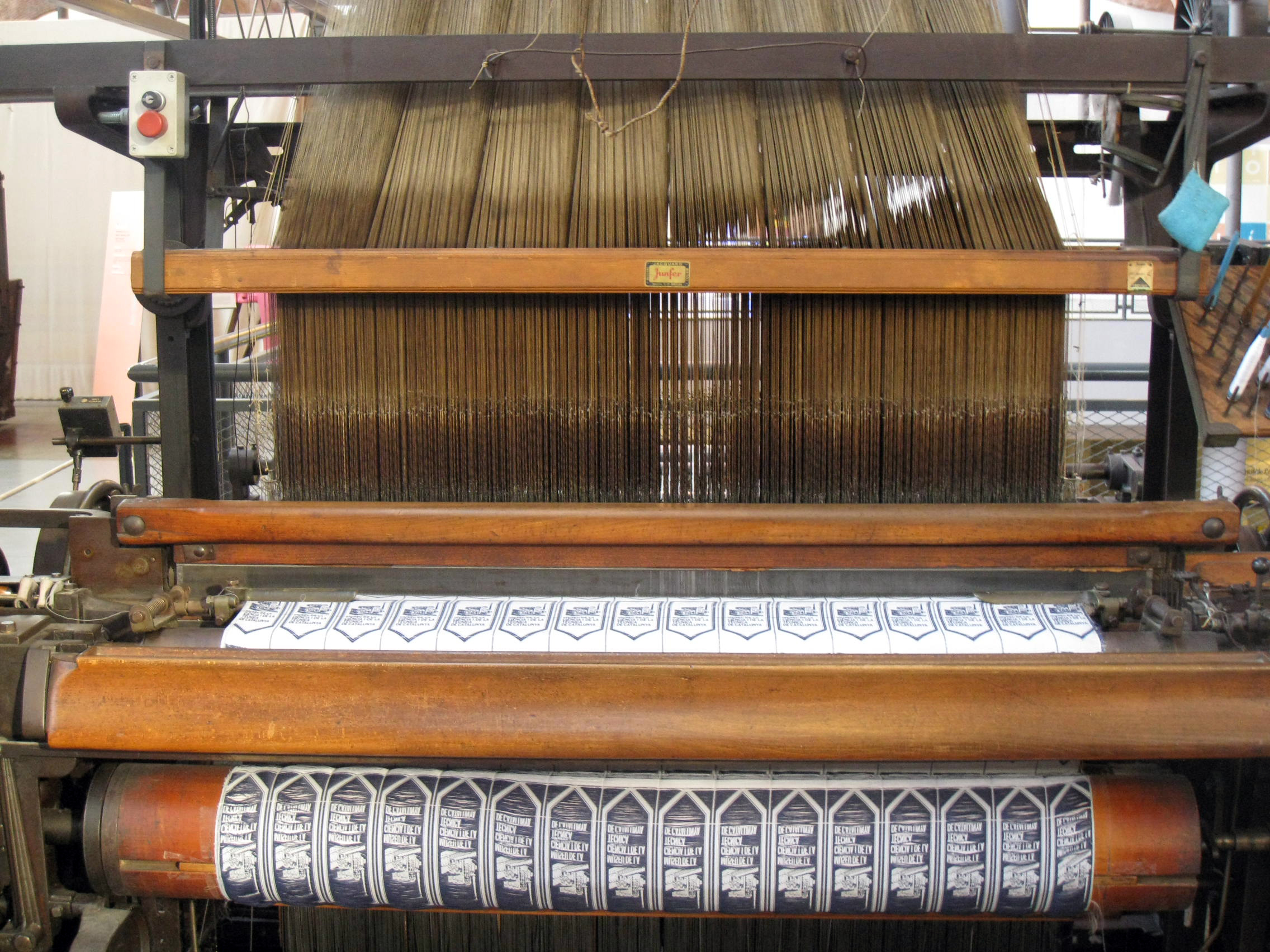
Teler de Jaquard, a l'exposició "La fàbrica tèxtil"

Actualment el MNACTEC acull les exposicions permanents següents:
- "La fàbrica tèxtil": mostra tot el procés de fabricació dels teixits de llana en el context original d'una fàbrica de principis del segle xx.
- "Enérgeia": un recorregut per les diferents fonts d'energia com a motors de l'activitat humana i la industrialització.
- "L'enigma de l'ordinador": una de les col·leccions d'ordinadors més importants d'Europa i la més completa de Catalunya.
- "Viva Montesa": recorregut per la història de la marca catalana de motocicletes Montesa a través de 67 motocicletes, tres bicicletes i dos motors de la Col·lecció Pere Permanyer.
- "El transport": col·lecció d'automòbils, camions, motors, avions, motos i bicicletes que permet fer un trajecte per la història del transport des dels seus inicis fins als nostres dies.
- "El cos humà. Com sóc jo?": exposició adreçada als infants que dona a conèixer el cos humà i el seu funcionament des d'un punt de vista interactiu.
- "Tot és química":[11] mostra que vol donar a conèixer la contribució de la química a la qualitat de vida d'avui.
- "LHC: Explorant els orígens de l'univers": exposició per apropar el gran públic a la física de partícules i l'origen de l'univers.

## Experiències

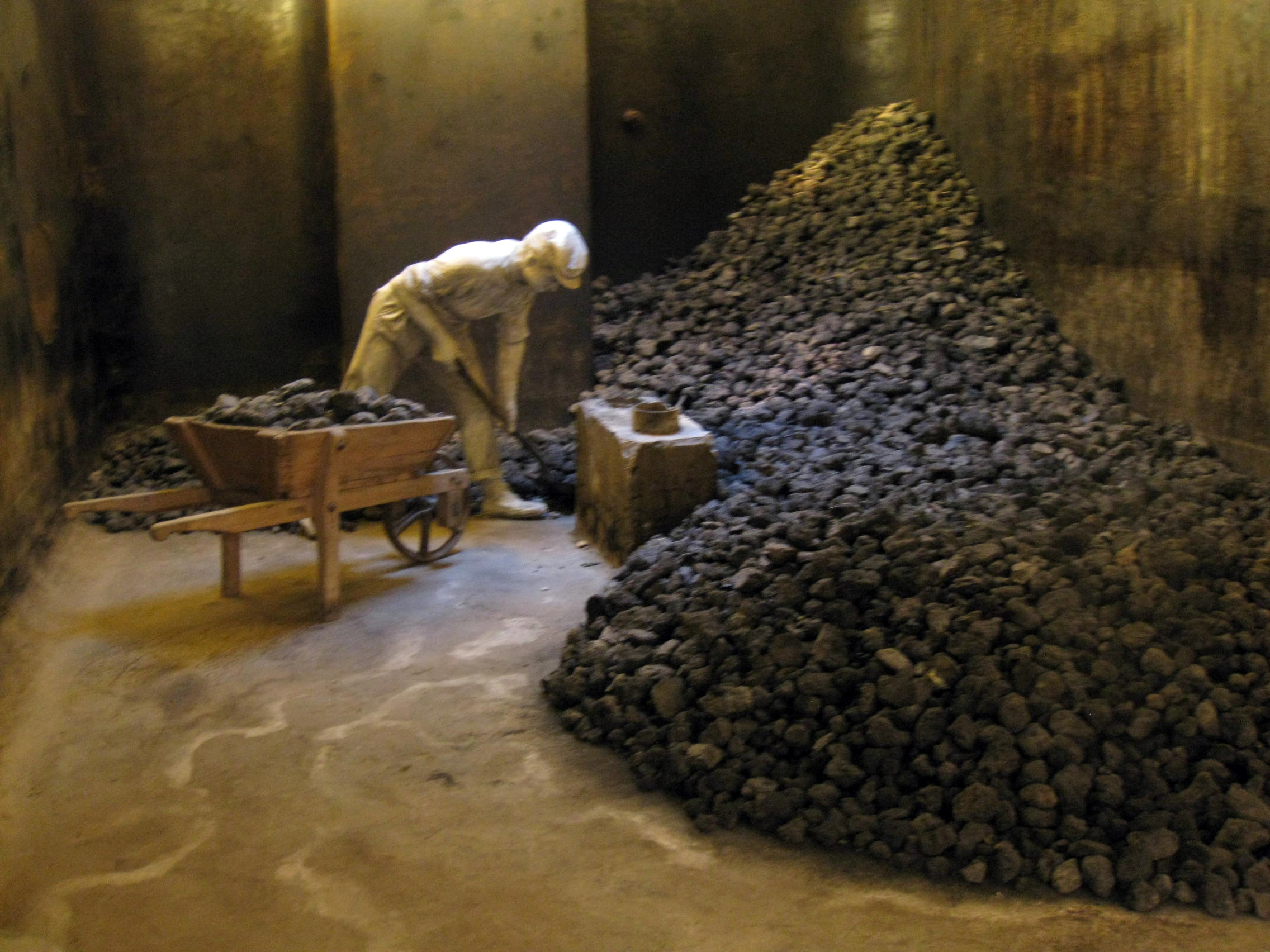
Carboneres de l'antiga fàbrica

A més de les exposicions permanents i temporals, el MNACTEC disposa de diversos espais i experiències que en complementen el discurs museogràfic:
- Carboneres, calderes, xemeneia i màquina de vapor: A la planta soterrani del museu, es poden visitar els espais energètics que eren el cor de l'antiga fàbrica tèxtil.

- El Fotocroma del MNACTEC: instal·lació de croma que fon imatges dels visitants amb escenes del patrimoni industrial de Terrassa
- Laboratori de física experimental Mentora Alsina: espai expositiu que recrea un laboratori de principis del segle xx.
- La gàbia de Faraday: espai on es fan demostracions d'alta tensió per entendre com es produeixen les descàrregues elèctriques.
- La terrassa del sol: espai interactiu situat a la terrassa del Museu per estudiar l'energia del sol i el seu aprofitament.
- La façana fotovoltaica: Situada a l'aire lliure, està constituïda per un sistema que converteix l'energia de la radiació solar en energia elèctrica gràcies a l'efecte fotovoltaic.
- Taller del transport: espai on els infants poden conèixer les normes bàsiques de circulació i els mitjans de transport.
- La maqueta ferroviària: maqueta ferroviària de Joaquim Gili, restaurada pel Club Ferroviari de Terrassa, que consta de 400 metres lineals de via.
- El Carilló del MNACTEC: consta de 13 campanes de bronze afinades en escala cromàtica i amb un pes total de 1.367 kg.

## Sistema Territorial del MNACTEC
Vegeu la categoria Museu de la Ciència i de la Tècnica de Catalunya.

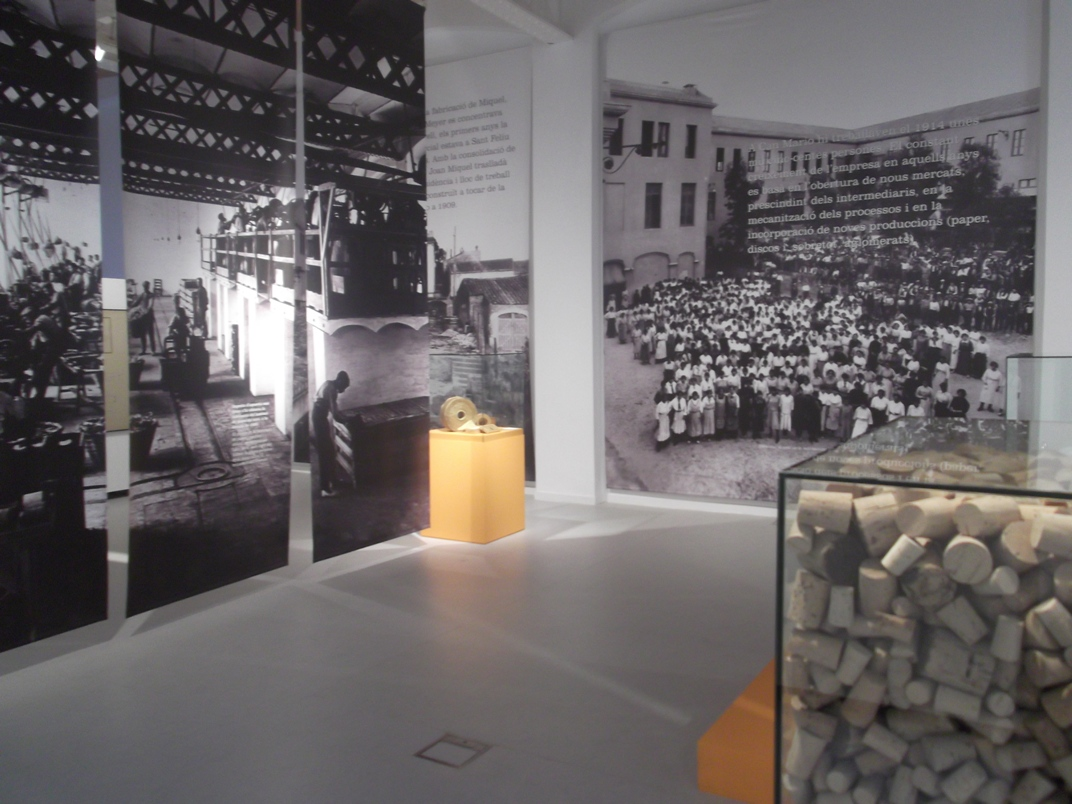
Museu del Suro de Palafrugell

El MNACTEC encapçala el Sistema Territorial del MNACTEC, una proposta museística que explica els diferents àmbits i processos de la societat industrial arreu del territori català i en el lloc en què aquests s'han produït de forma més significativa. Actualment l'integren 27 centres museístics i patrimonials independents que de manera conjunta pretenen explicar la industrialització a Catalunya.
La xarxa es va crear l'any 1998, com a desplegament del que es disposa a la Llei 17/1990 de Museus, i està encapçalada pel Museu de la Ciència i de la Tècnica de Catalunya.
Els centres que l'integren expliquen la industrialització a Catalunya mitjançant les seves col·leccions i/o la museïtzació de les diferents activitats productives que han existit i de les quals encara han quedat restes comprensibles que constitueixen el nostre patrimoni industrial.
Museus i centres patrimonials que integren l'estructura territorial del MNACTEC:
- Museu de la Colònia Sedó (Esparreguera)
- Farga Palau (Ripoll)
- Museu del Ciment Asland (Castellar de n'Hug)
- Museu Molí Paperer (Capellades)

- Museu de la Pell d'Igualada i Comarcal de l'Anoia (Igualada)
- Museu del Suro (Palafrugell)

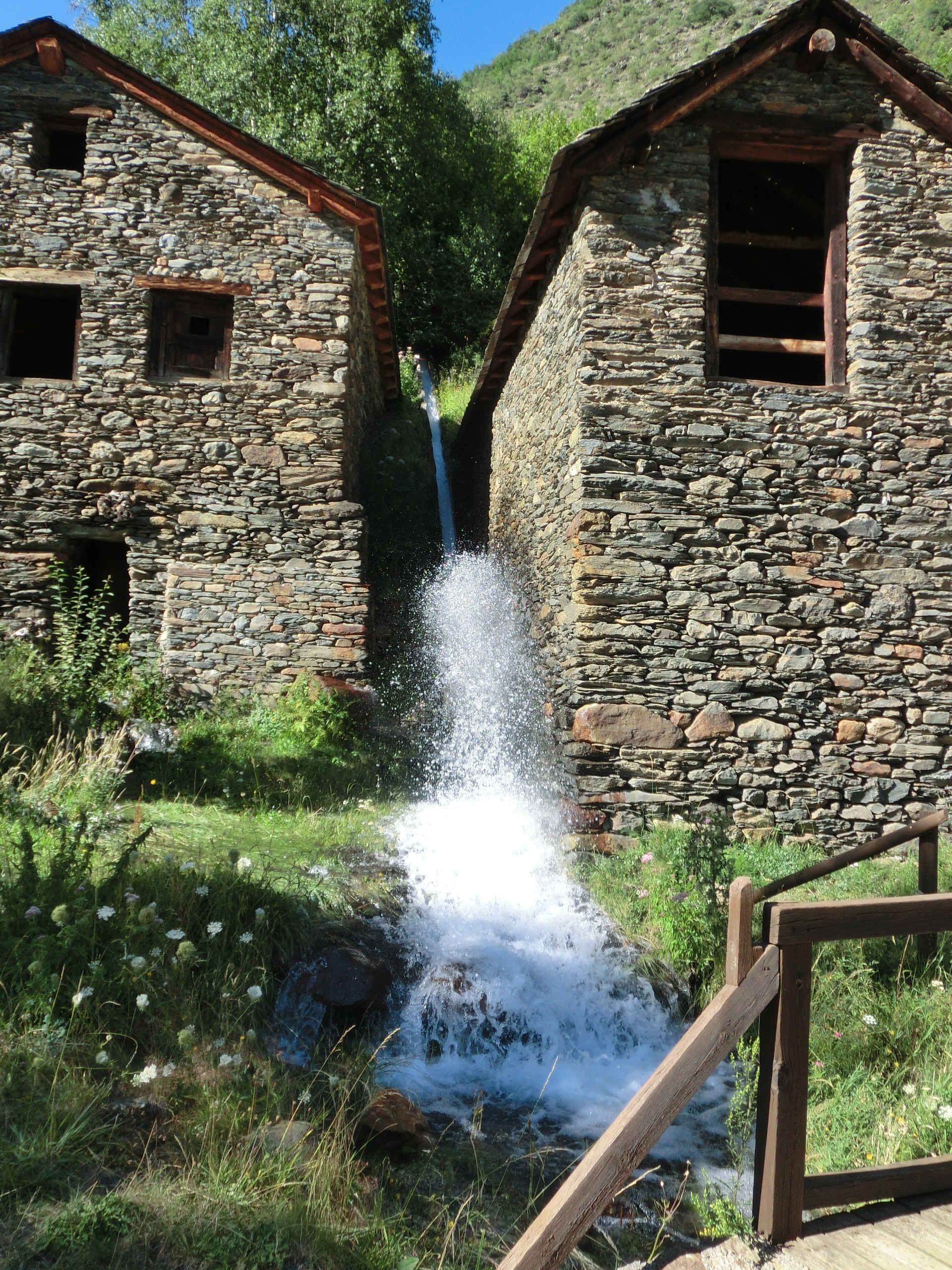
Serradora d'Àreu

- Museu del Ferrocarril de Catalunya (Vilanova i la Geltrú)
- Museu de les Mines (Cercs)
- Ecomuseu-Farinera (Castelló d'Empúries)
- Museu del Ter (Manlleu)
- Museu de la Tècnica (Manresa)
- Serradora d'Àreu (Alins)
- Col·lecció d'Automòbils Salvador Claret (Sils)
- Museu de les Mines de Bellmunt del Priorat (Bellmunt del Priorat)
- Museu de la Torneria (Torelló)
- Fassina Balanyà (l'Espluga de Francolí)
- Museu de Gerri de la Sal (Gerri de la Sal)
- Museu de Ceràmica "La Rajoleta" (Esplugues de Llobregat)
- Museu Hidroelèctric de Capdella (la Torre de Cabdella)
- Parc Cultural de la Muntanya de Sal (Cardona)
- Museu Trepat de Tàrrega (Tàrrega)
- Museu del Ferrocarril a Móra la Nova (Móra la Nova)
- La Tèrmica Roca Umbert (Granollers)
- Museu de l'Oli de Catalunya (la Granadella)
- Can Marfà Gènere de Punt. Museu de Mataró (Mataró)
- Terracotta Museu de Ceràmica de la Bisbal d’Empordà (la Bisbal d'Empordà)

## Galeria d'imatges

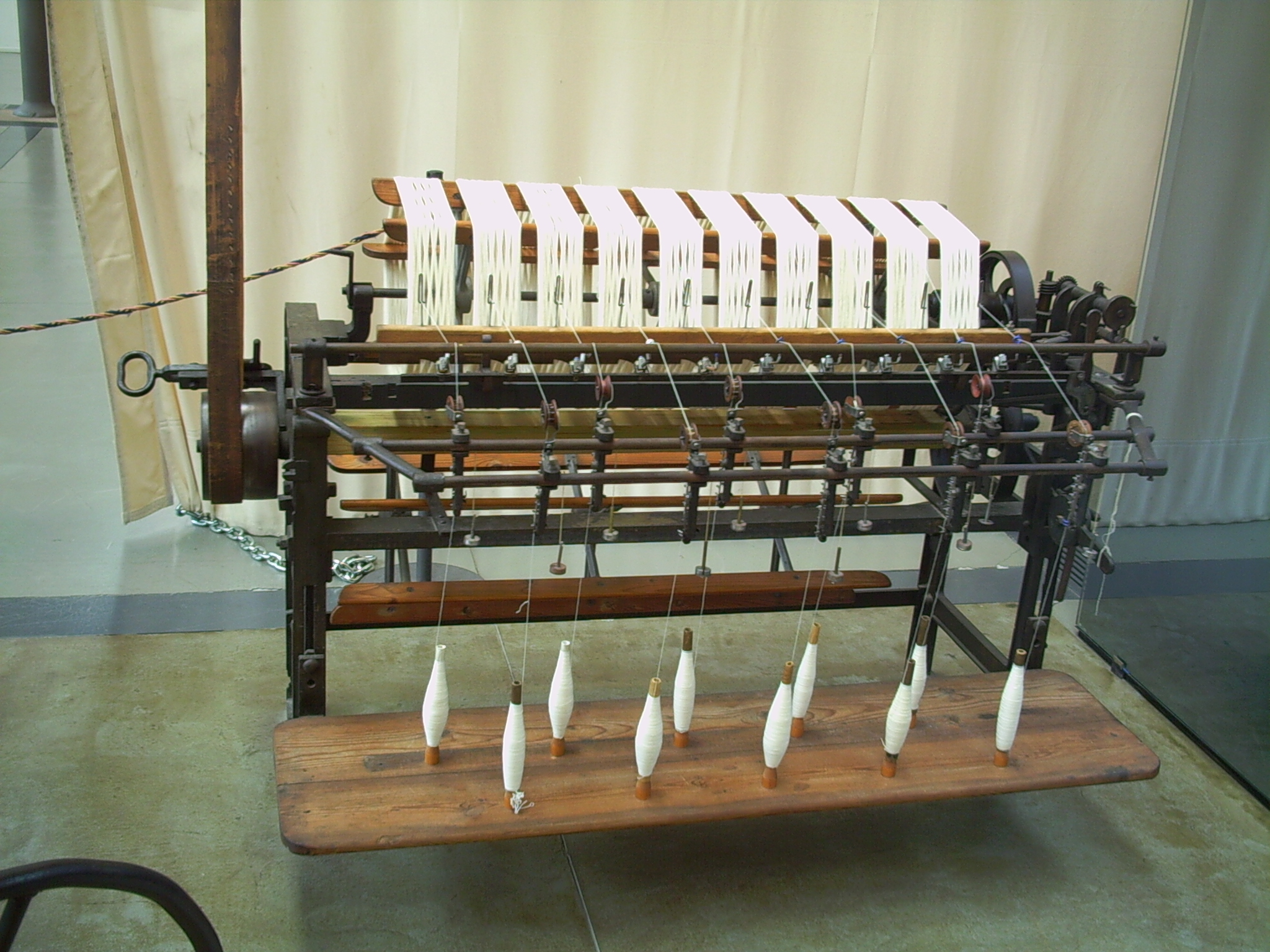
Aspi
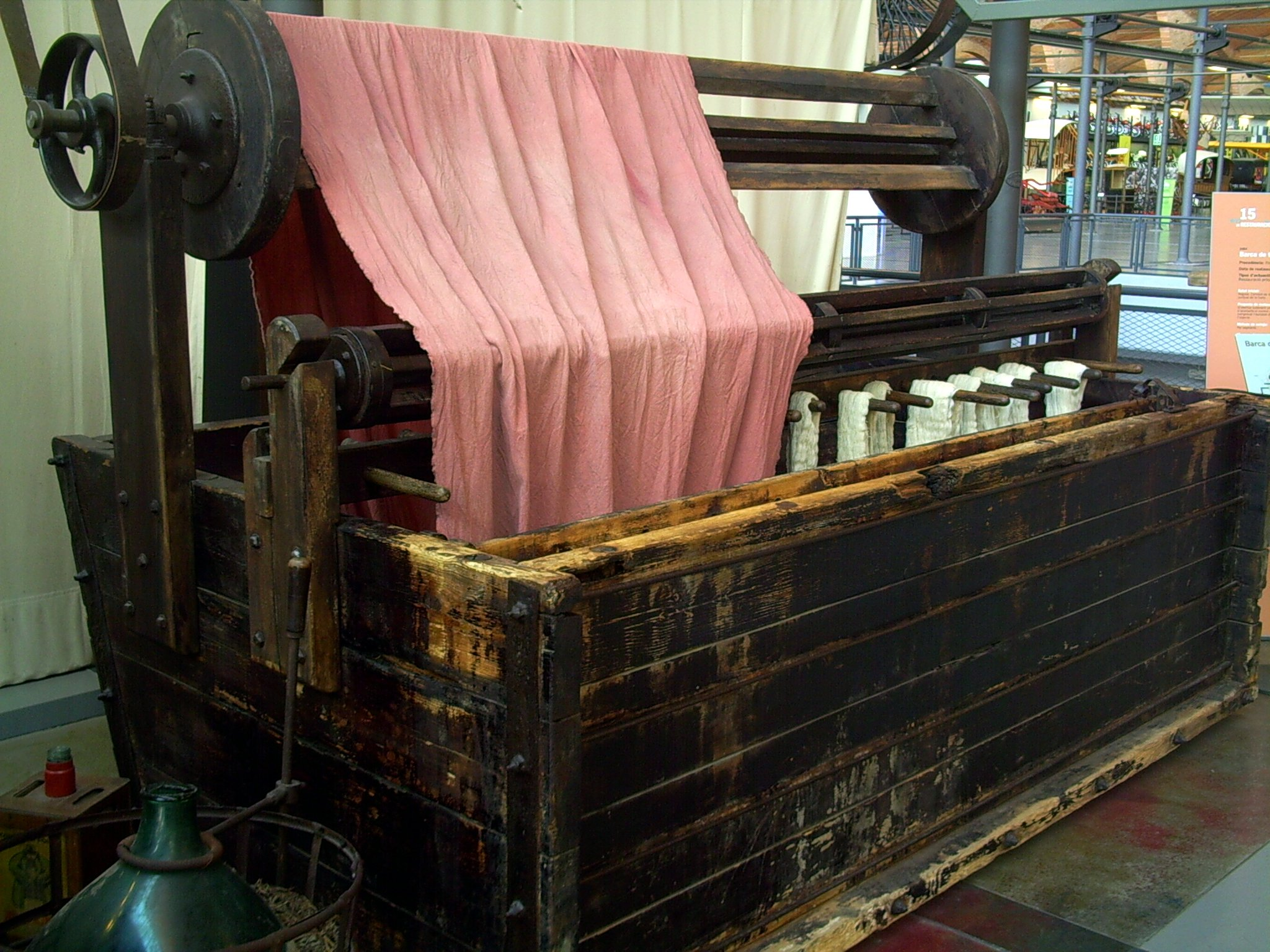
Barca de tint
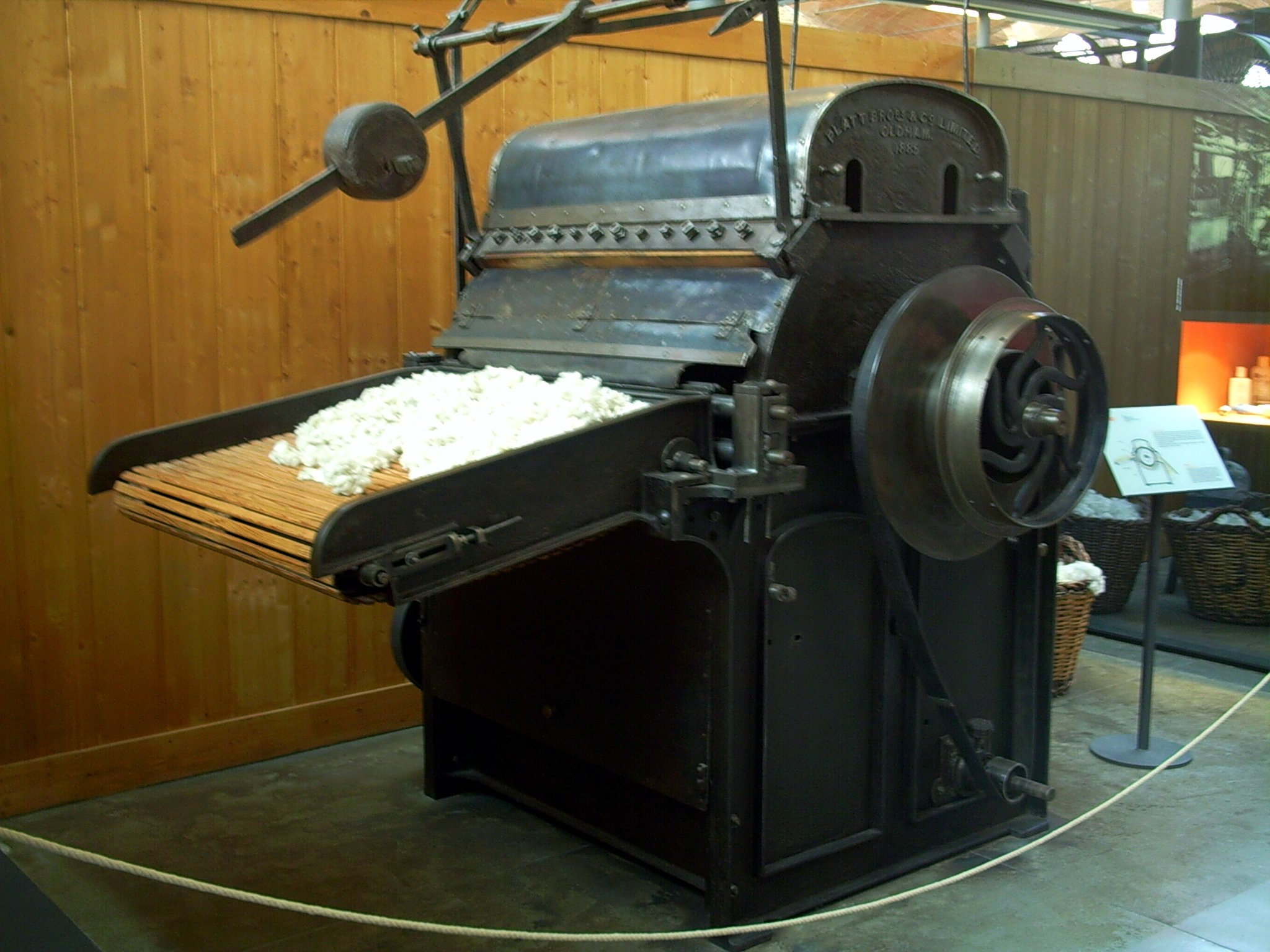
Batuar de 1885
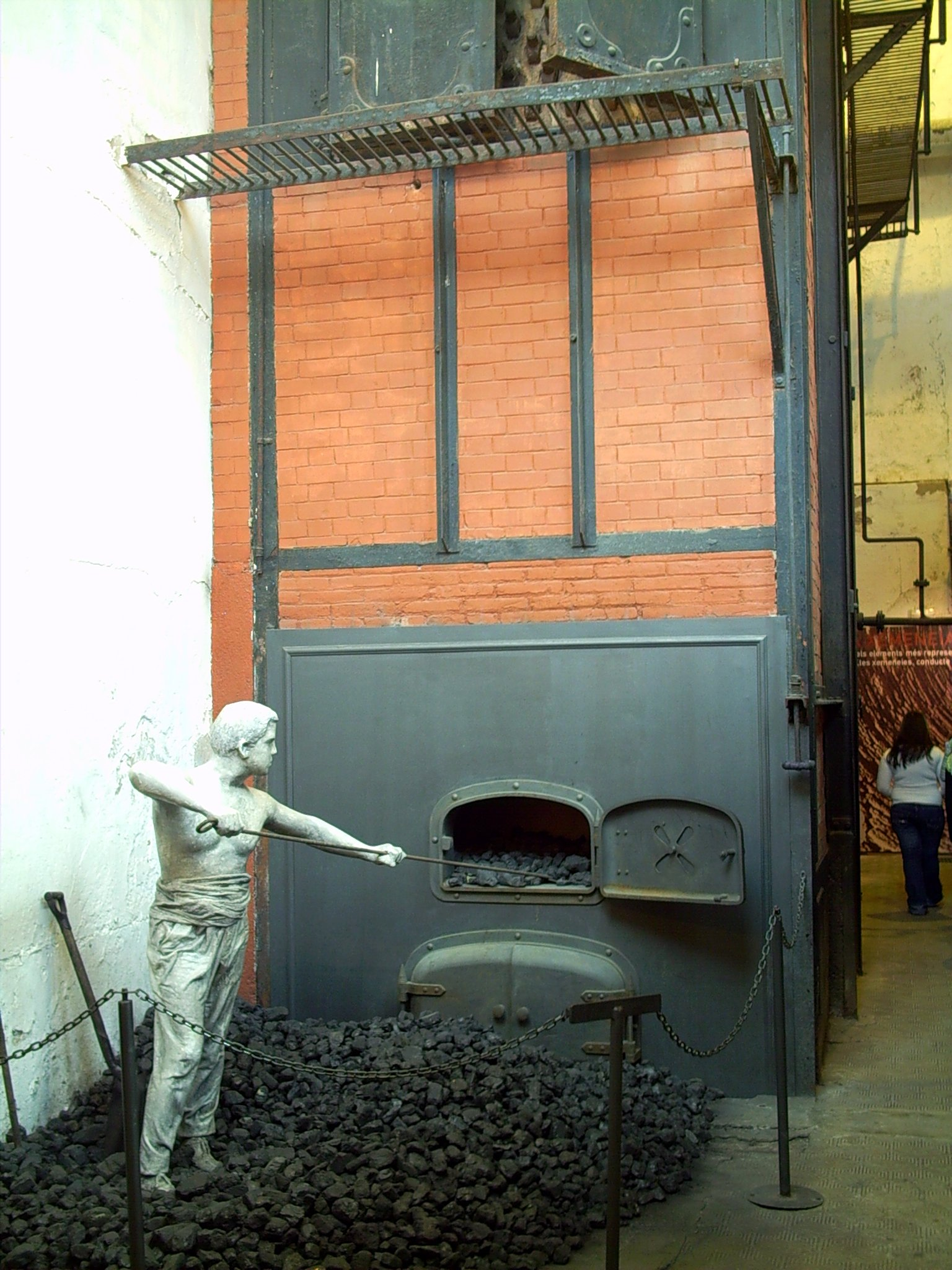
Càrrega del carbó
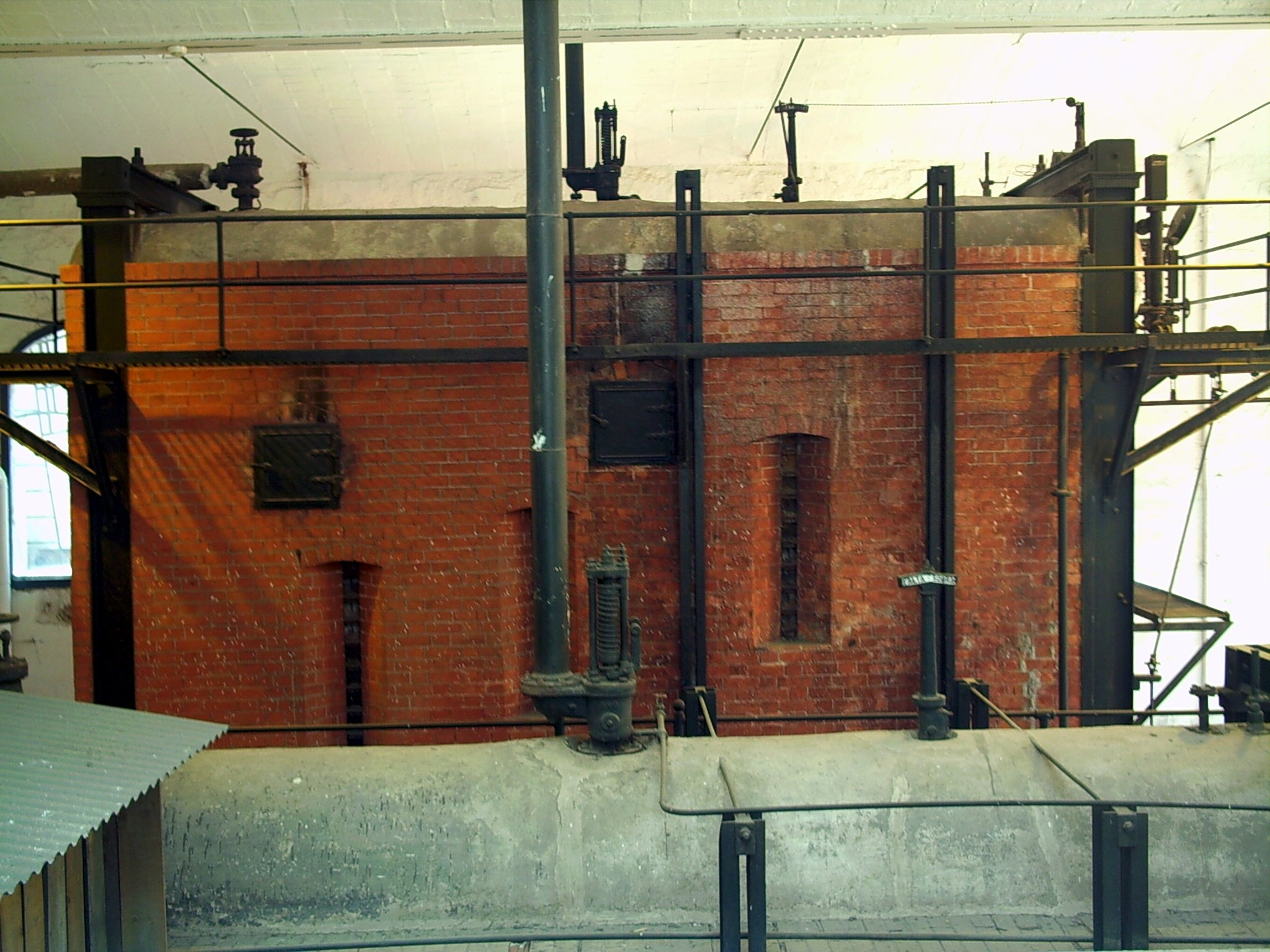
Caldera
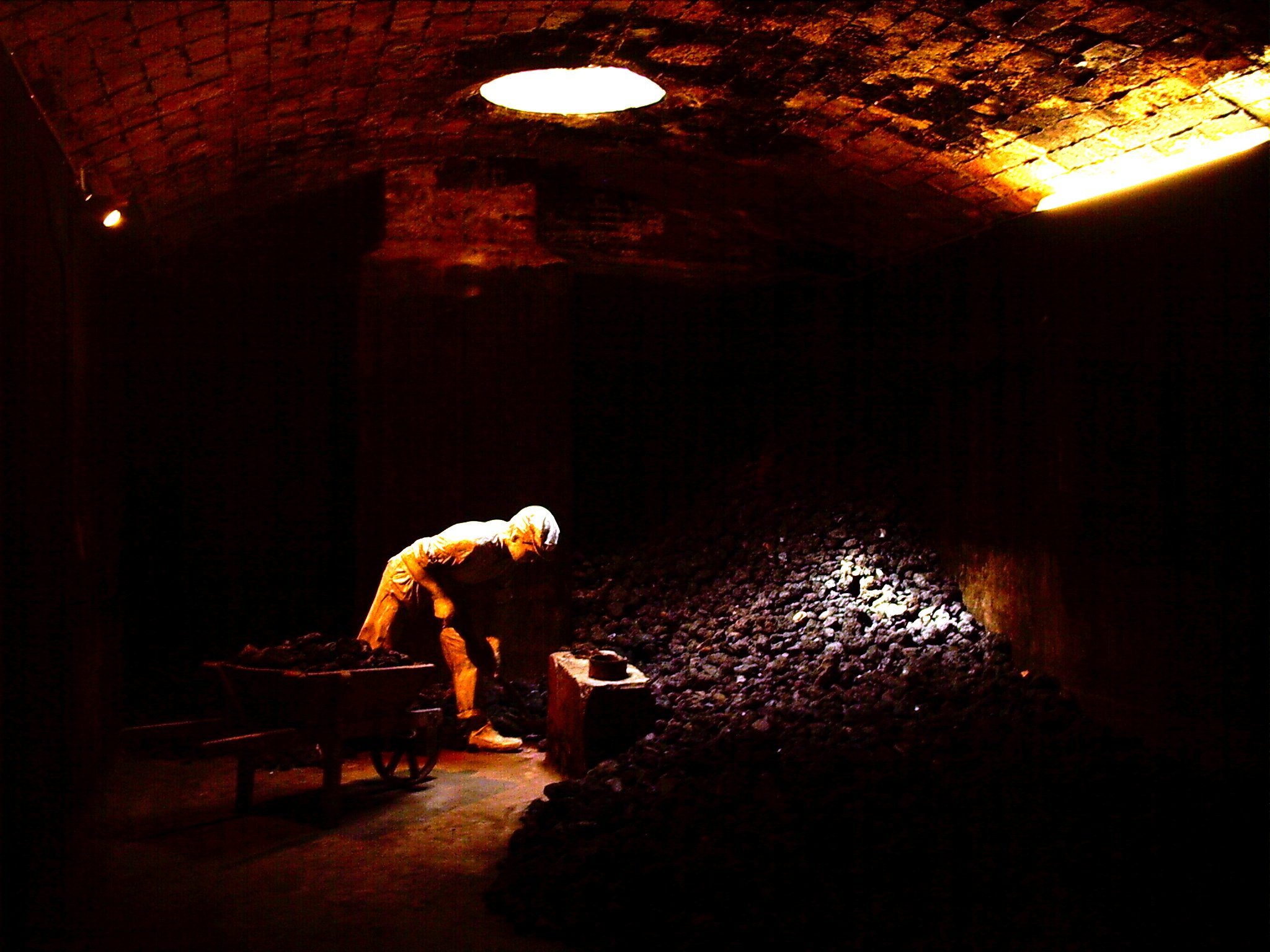
Carbonera
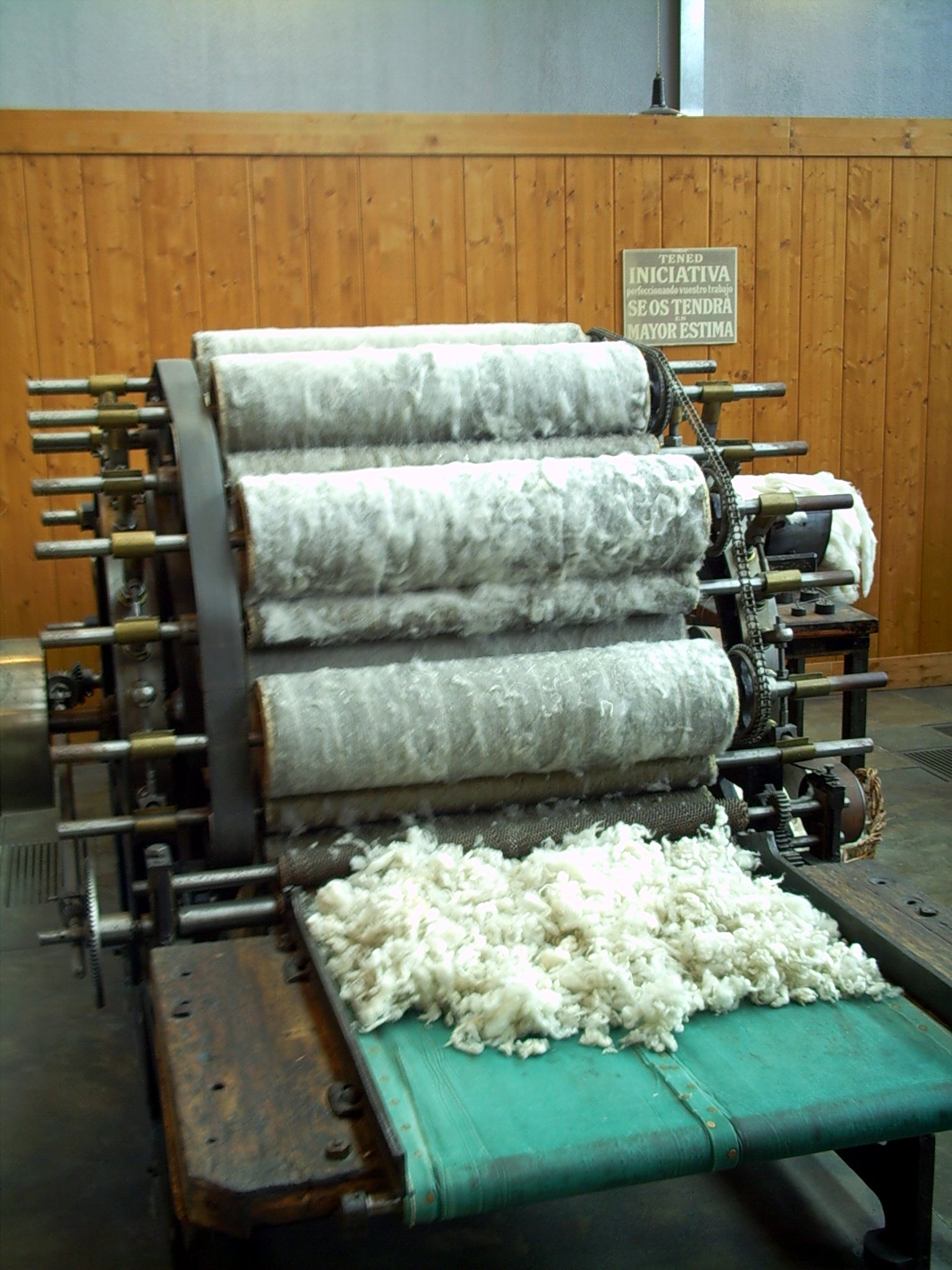
Carda obridora
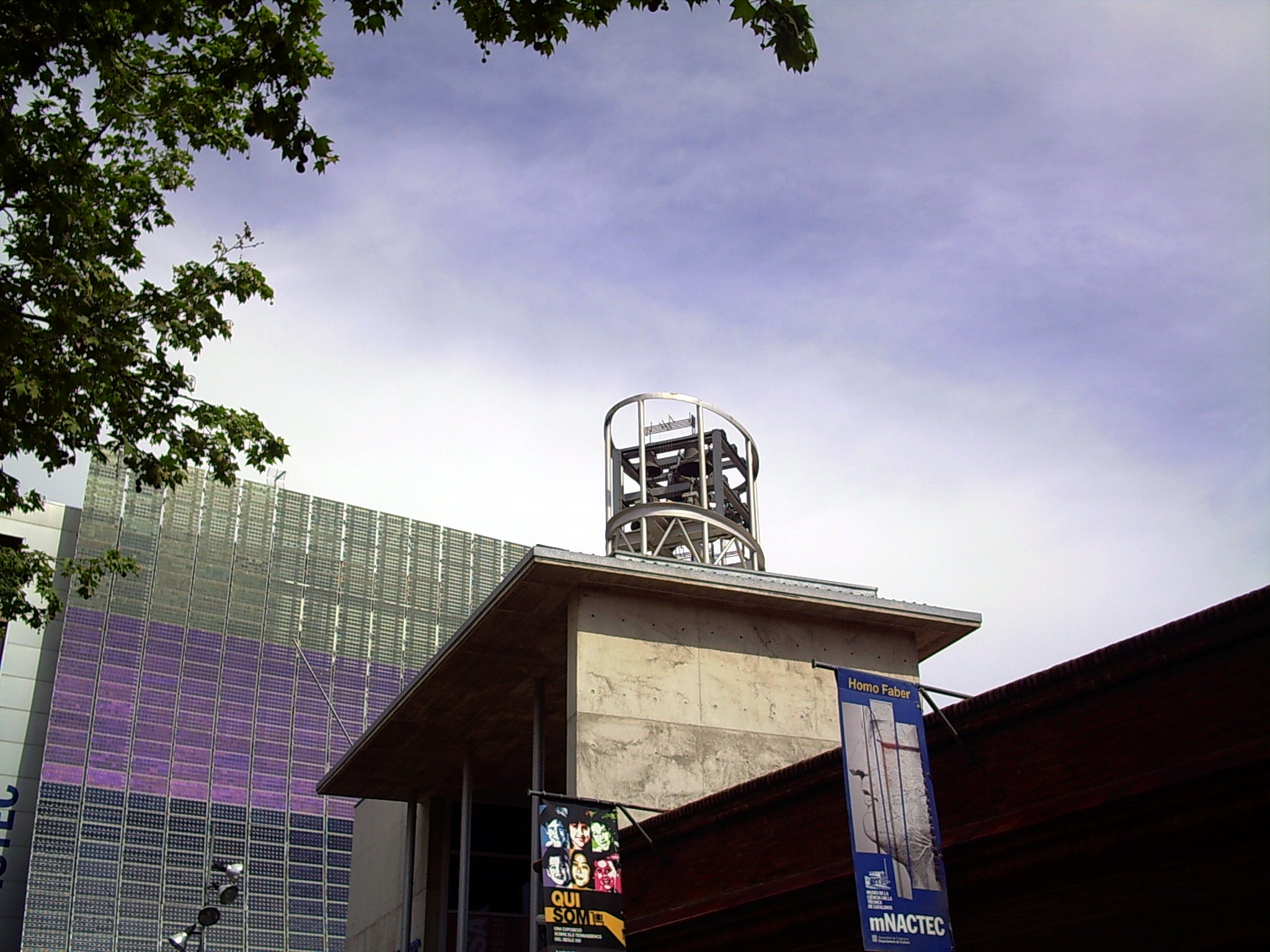
Carilló de 1927
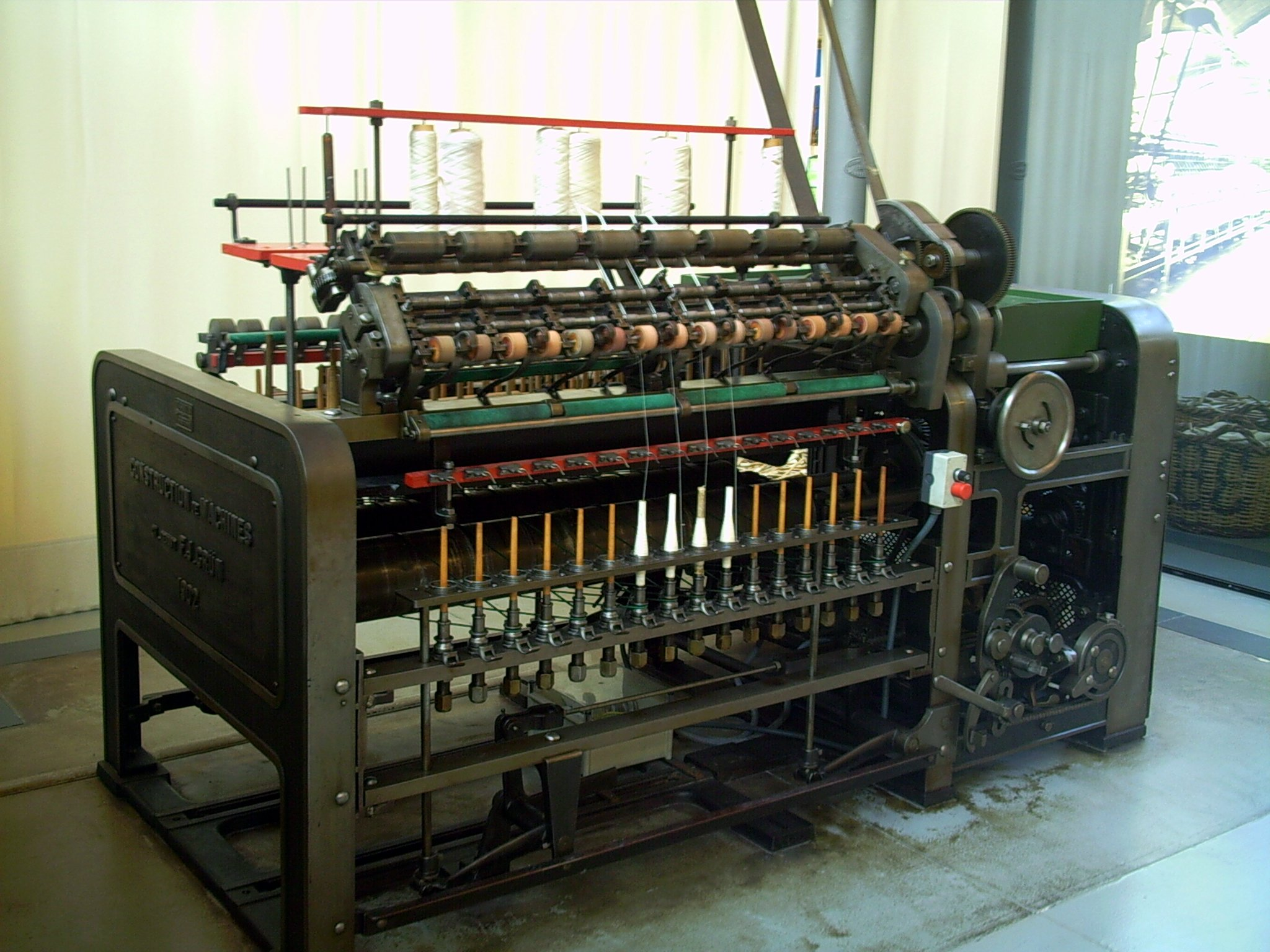
Contínua de filar
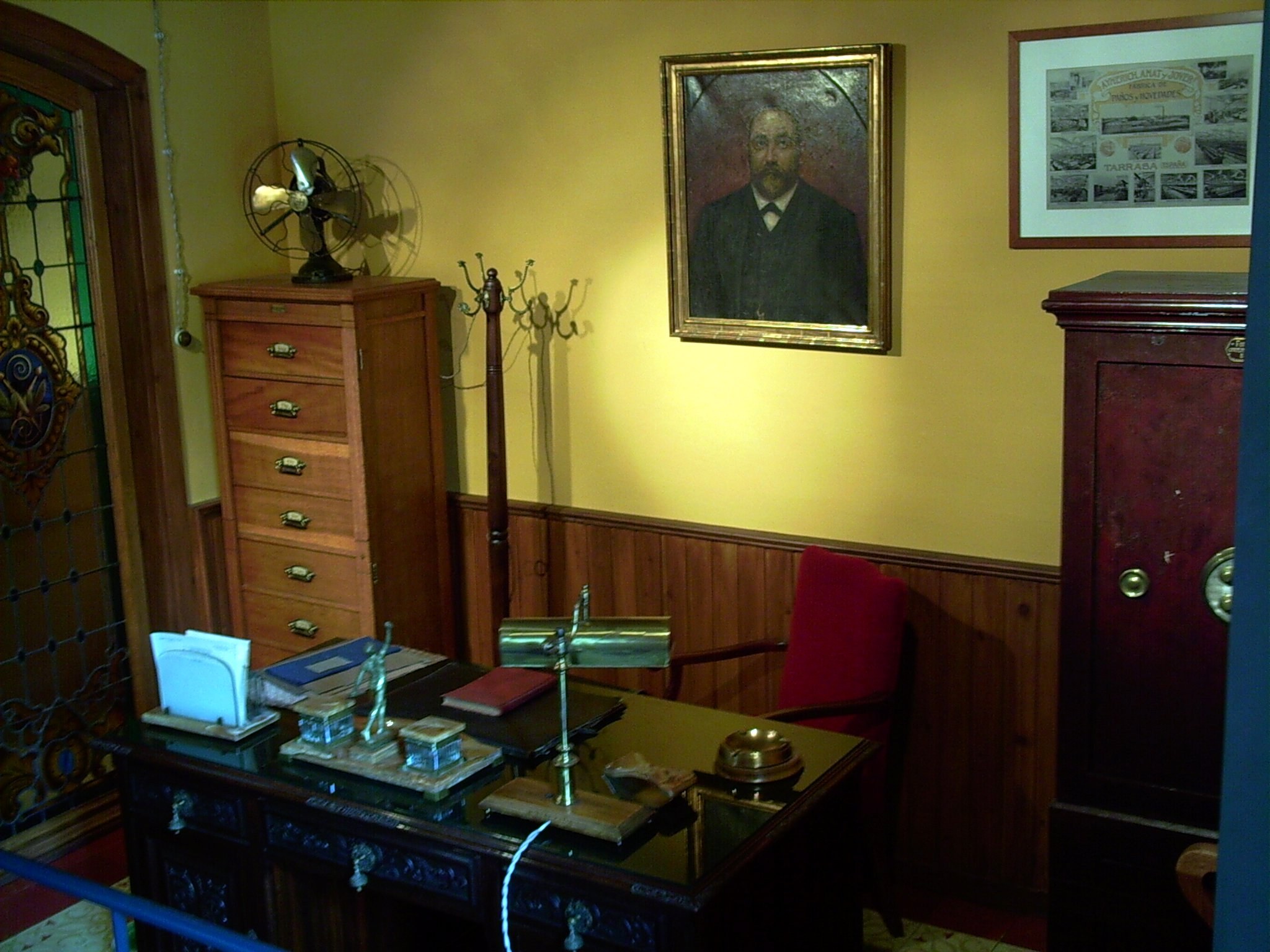
Despatx de l'amo
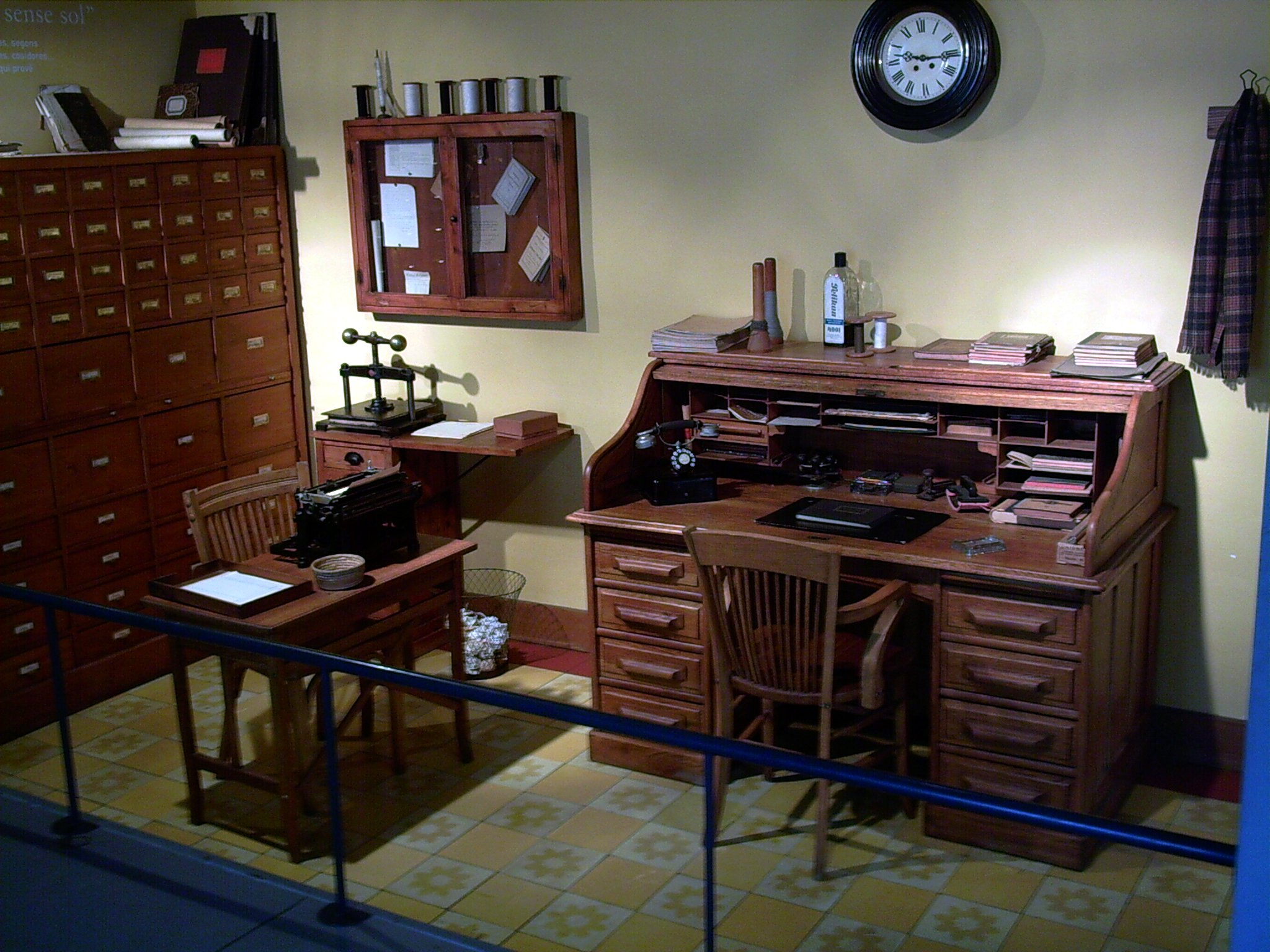
Despatx del director
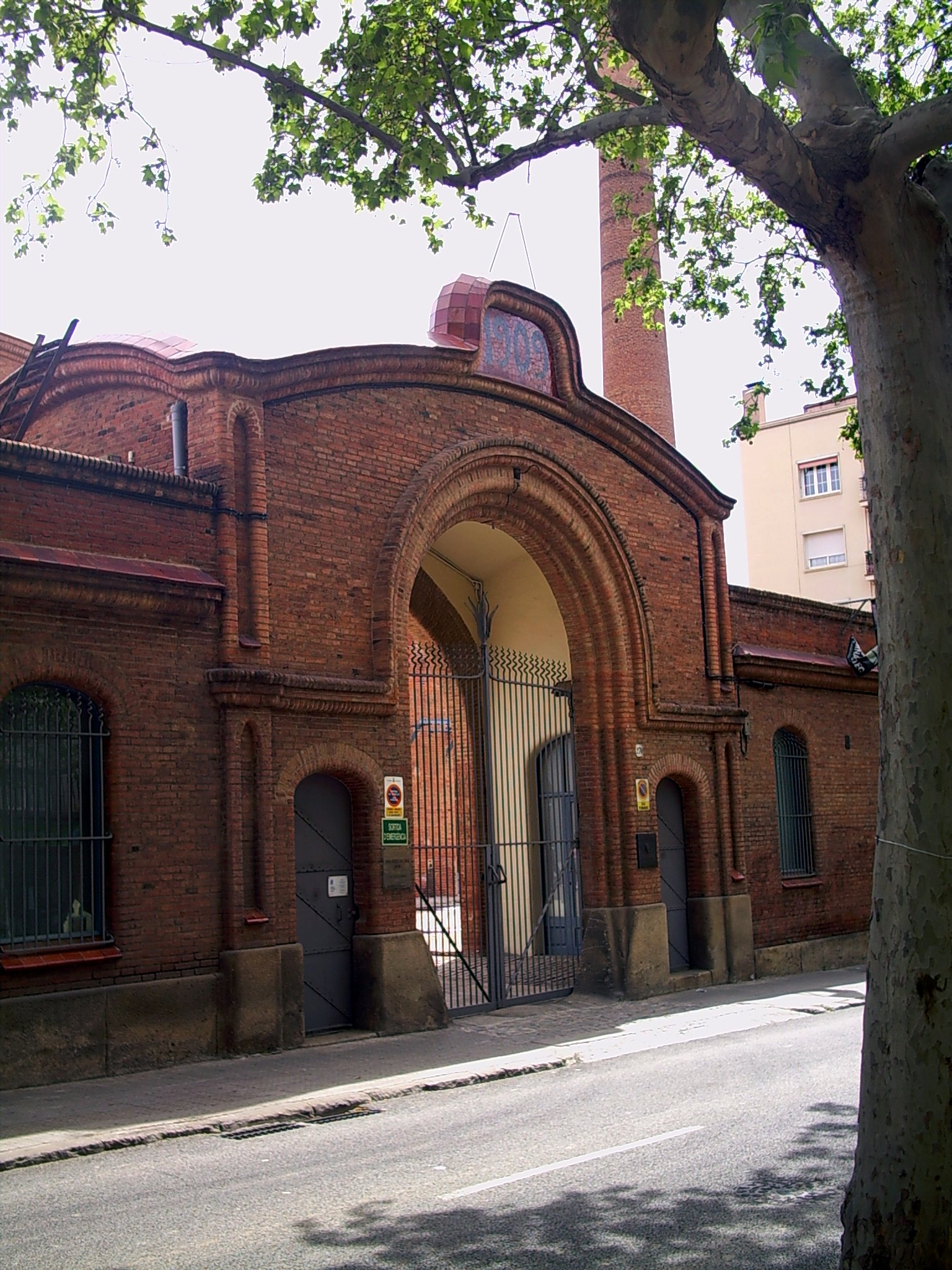
Entrada per la Rambla d'Ègara
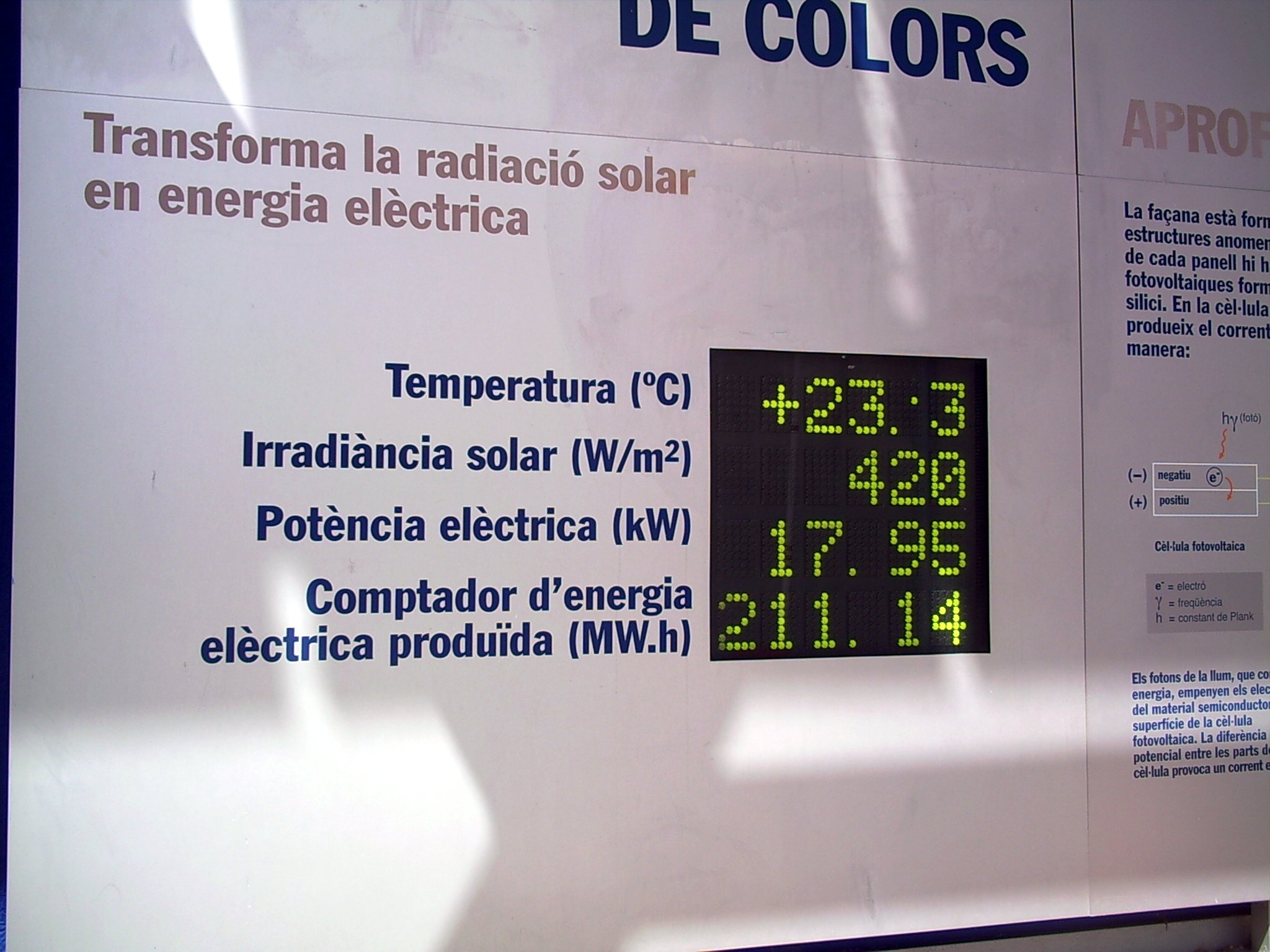
Façana fotovoltaica
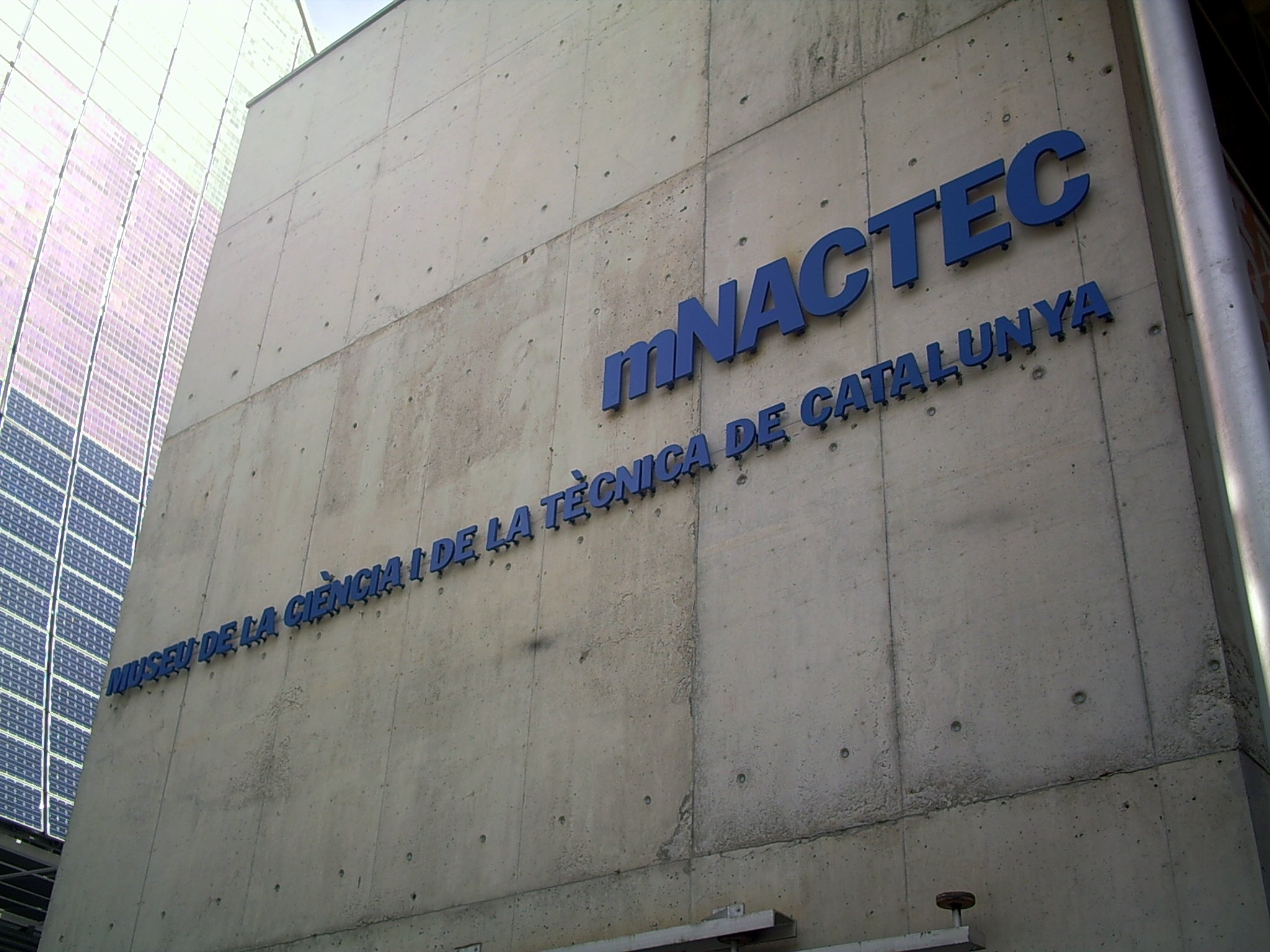
Entrada principal
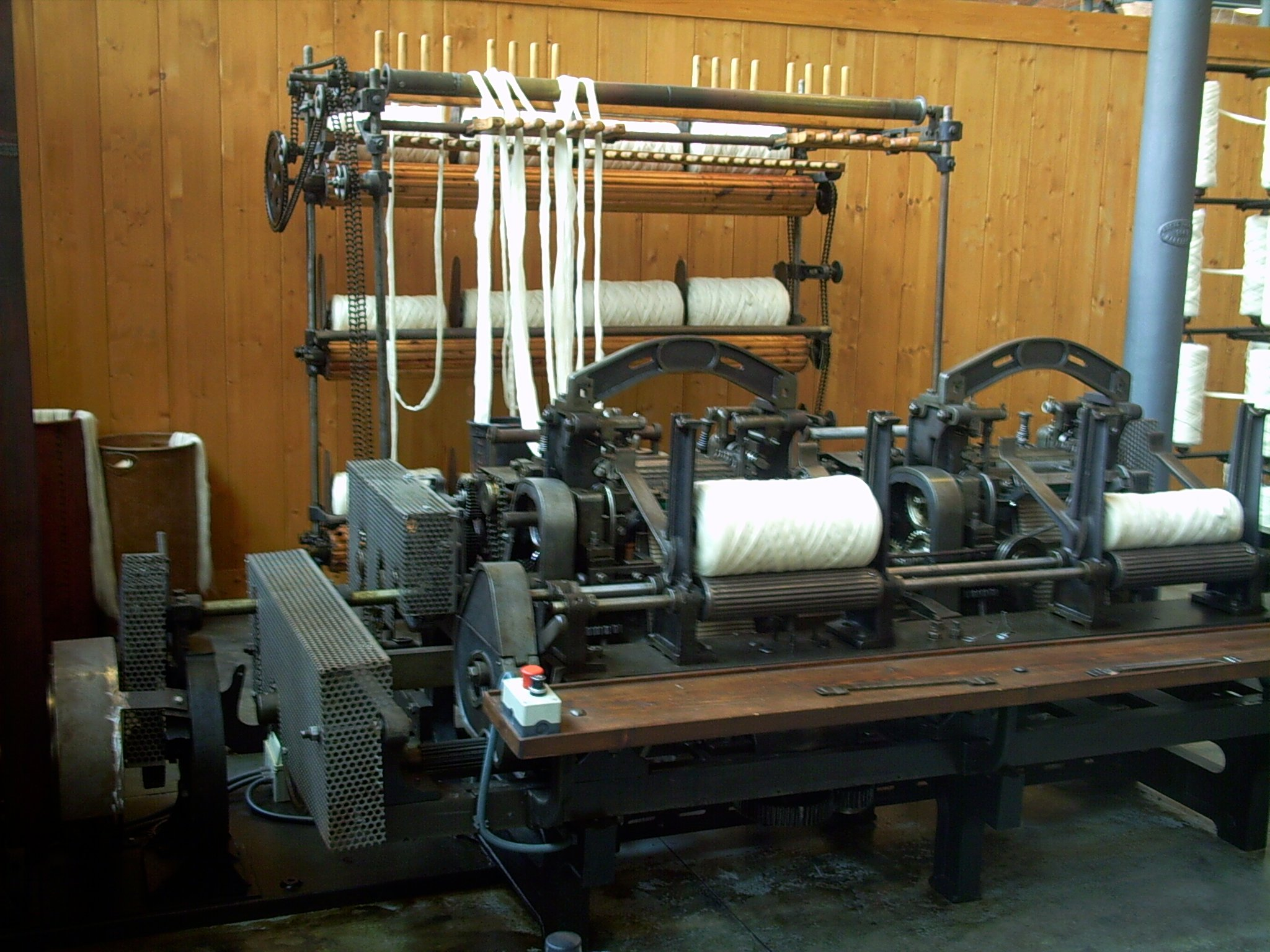
Gil
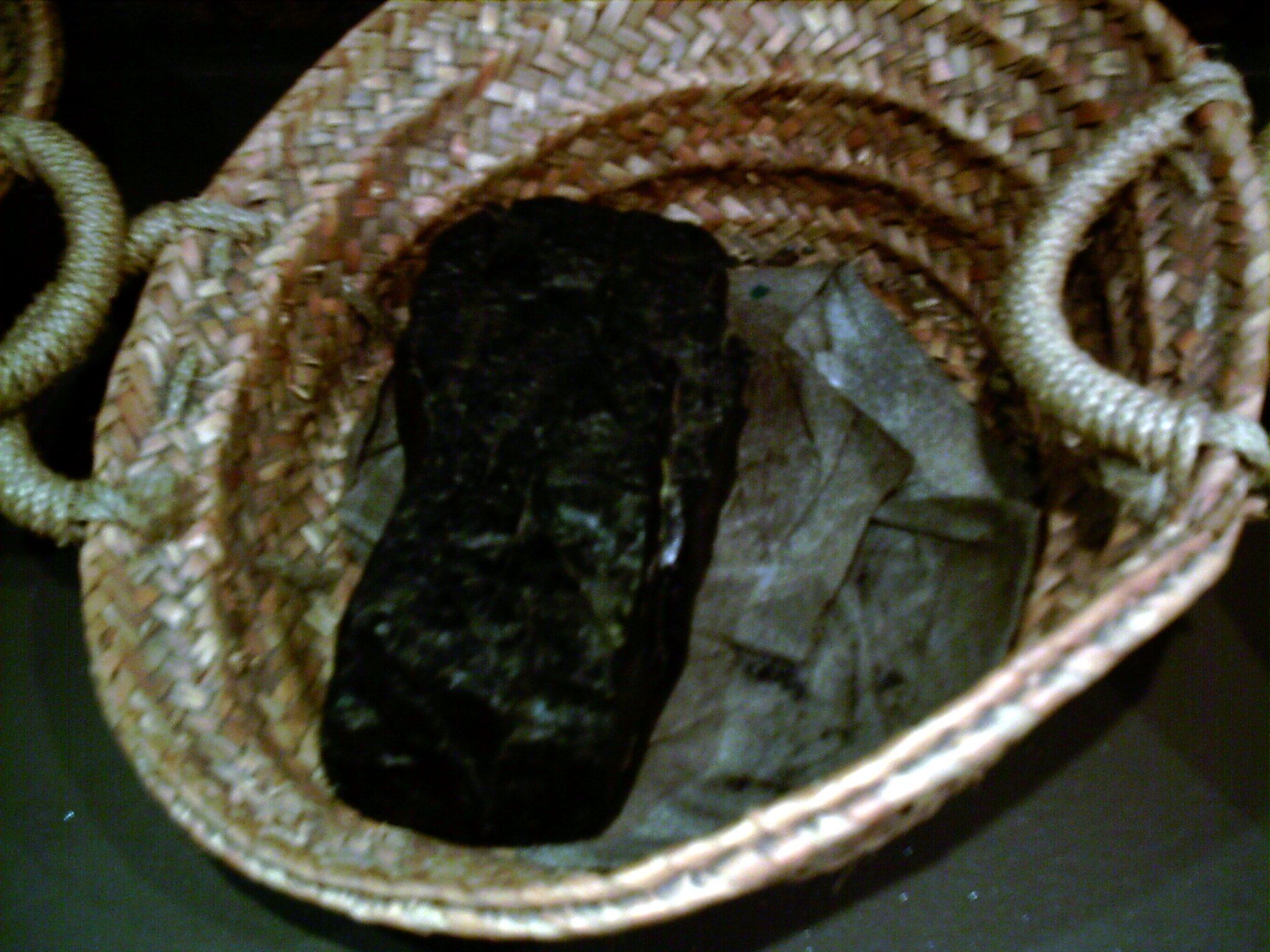
Hulla
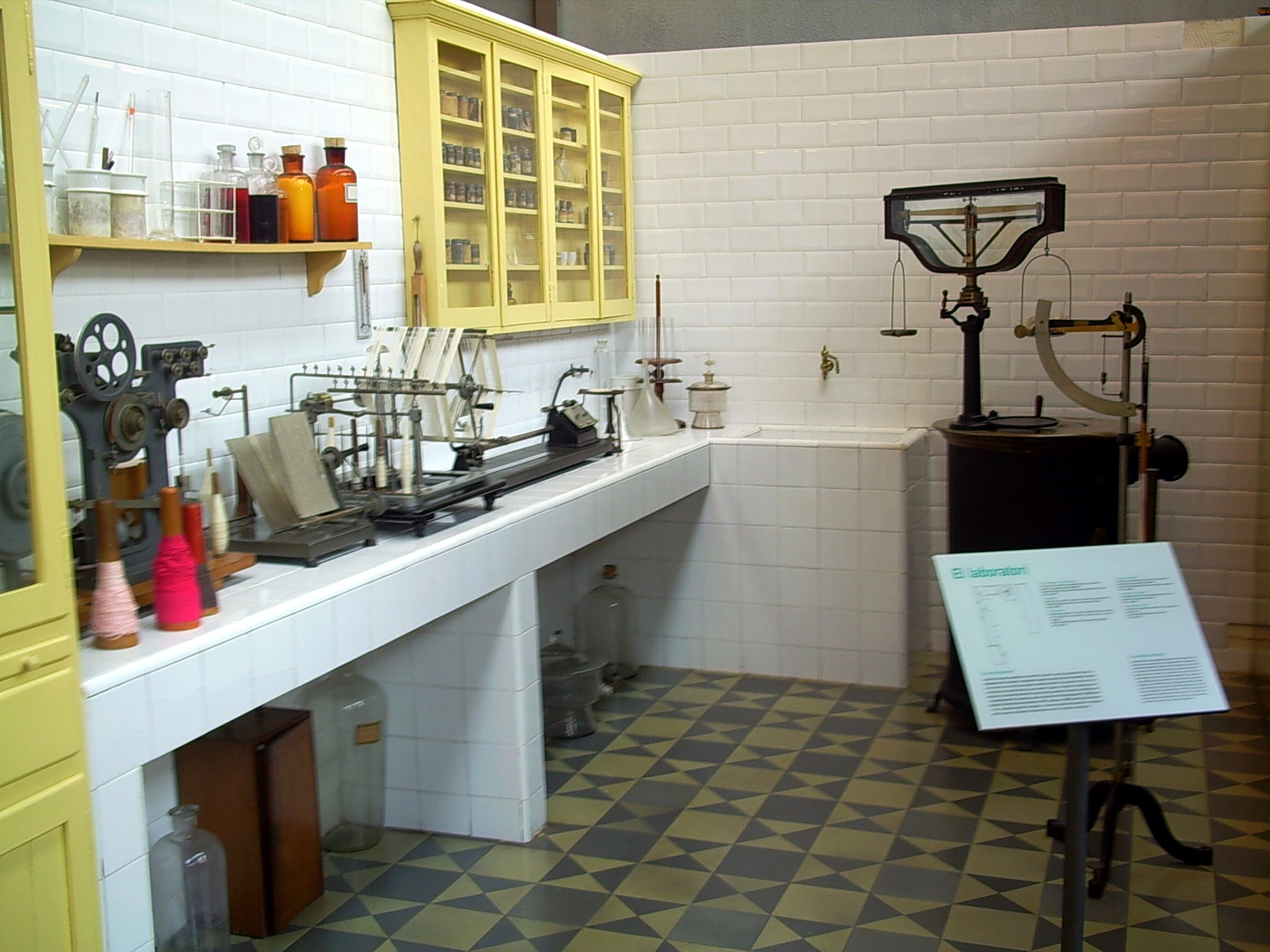
Laboratori tèxtil
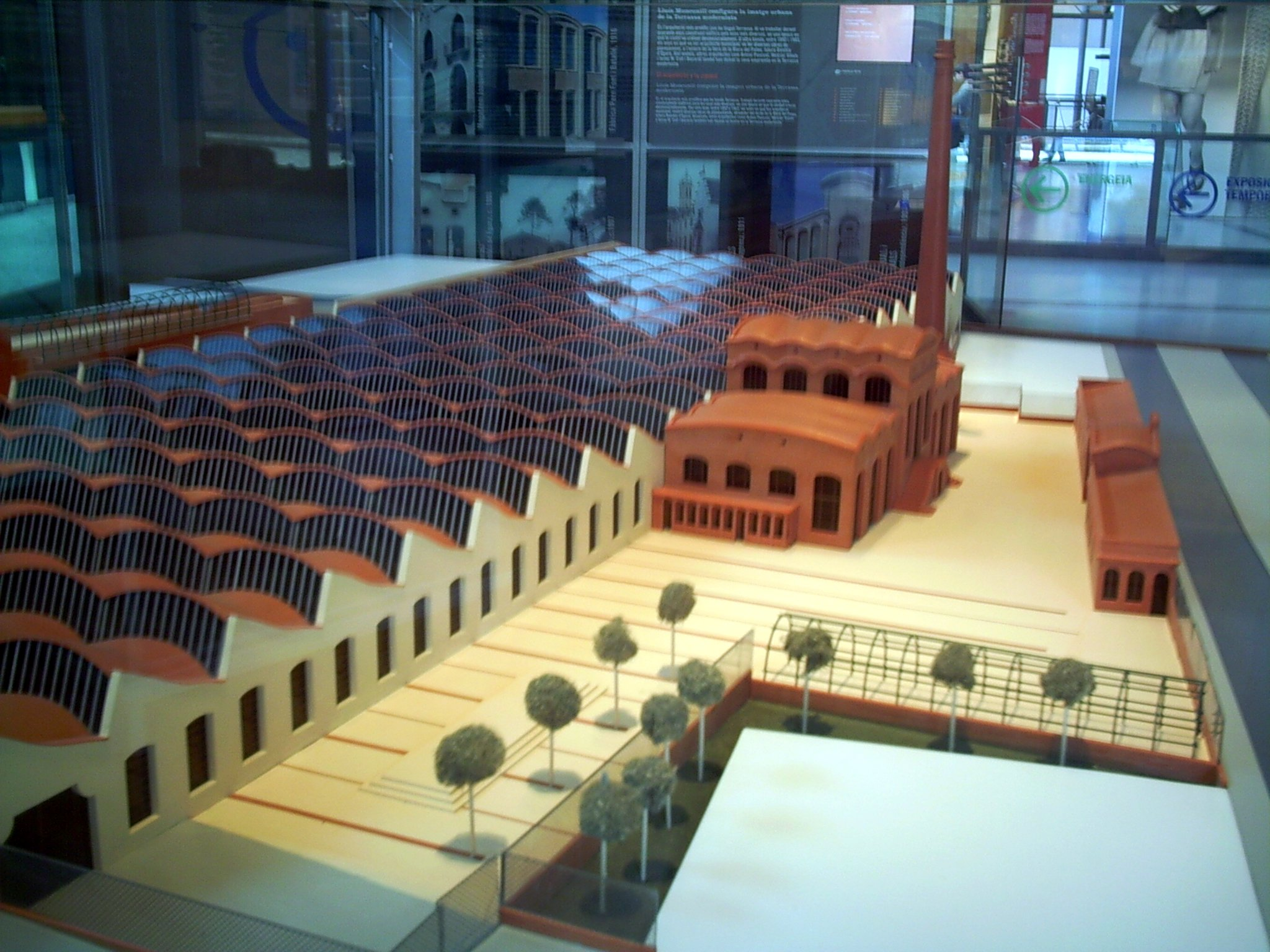
Maqueta de la fàbrica tèxtil
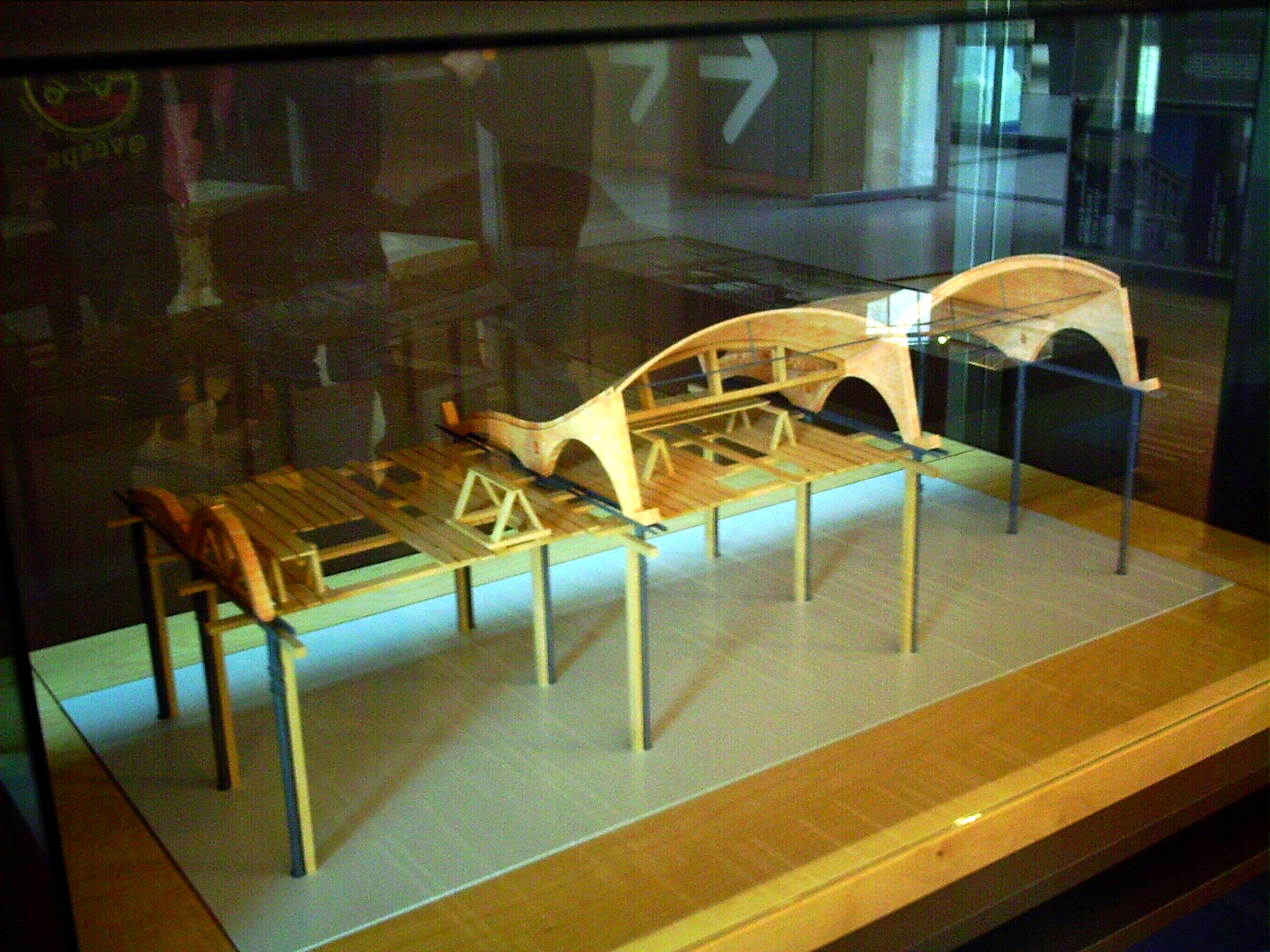
Maqueta de la construcció de la volta catalana de la nau de producció
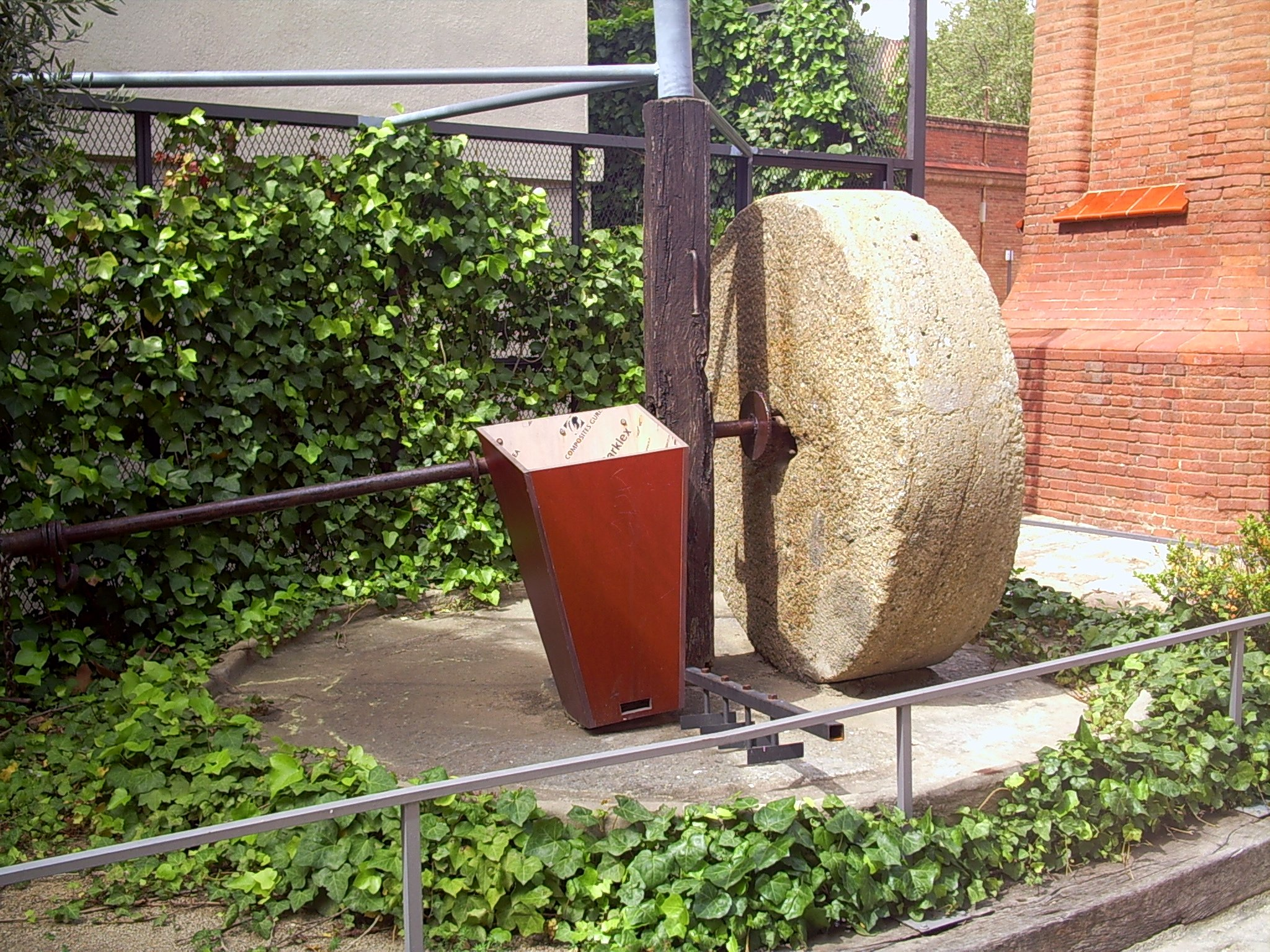
Mola
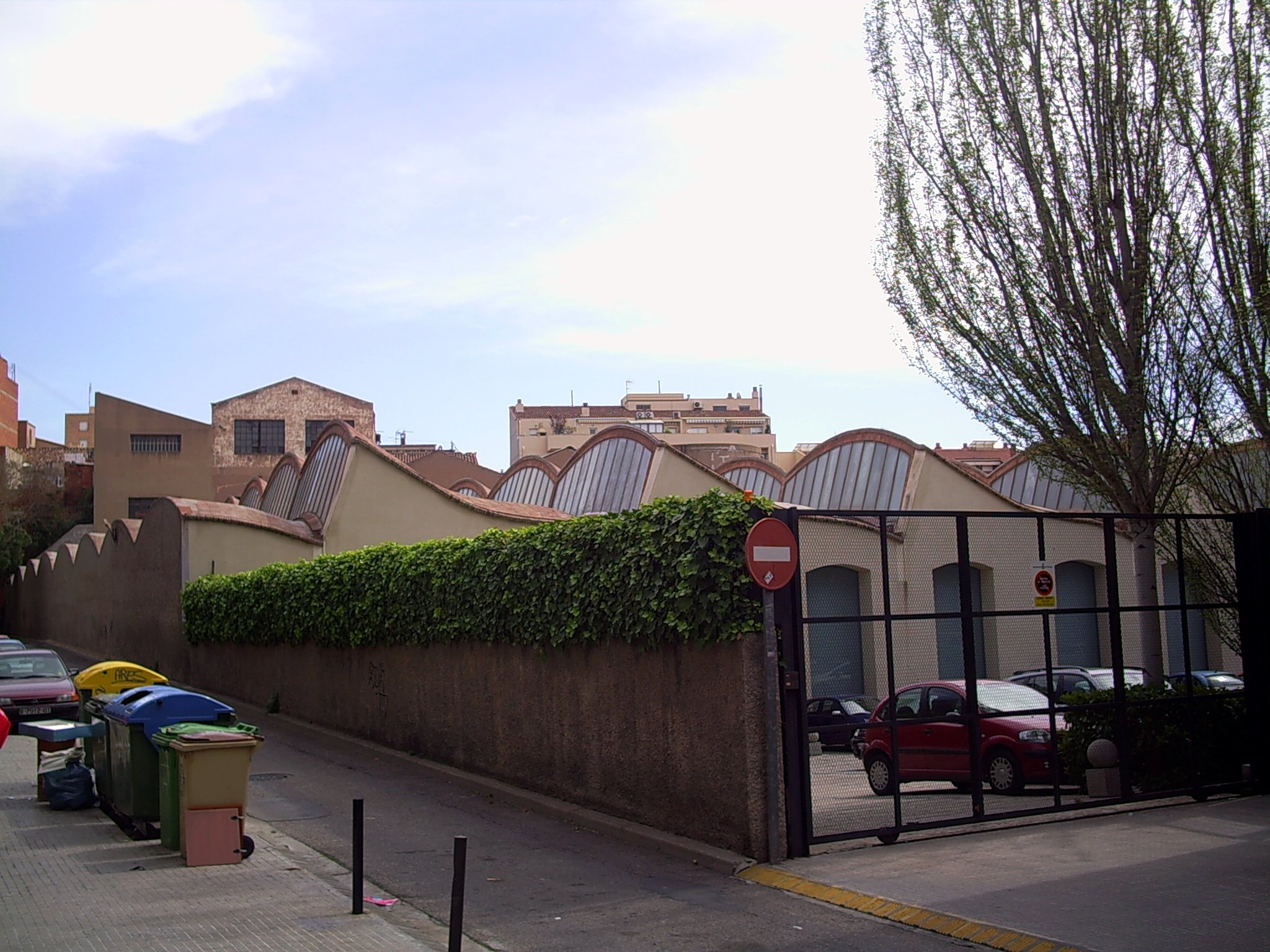
Nau de producció
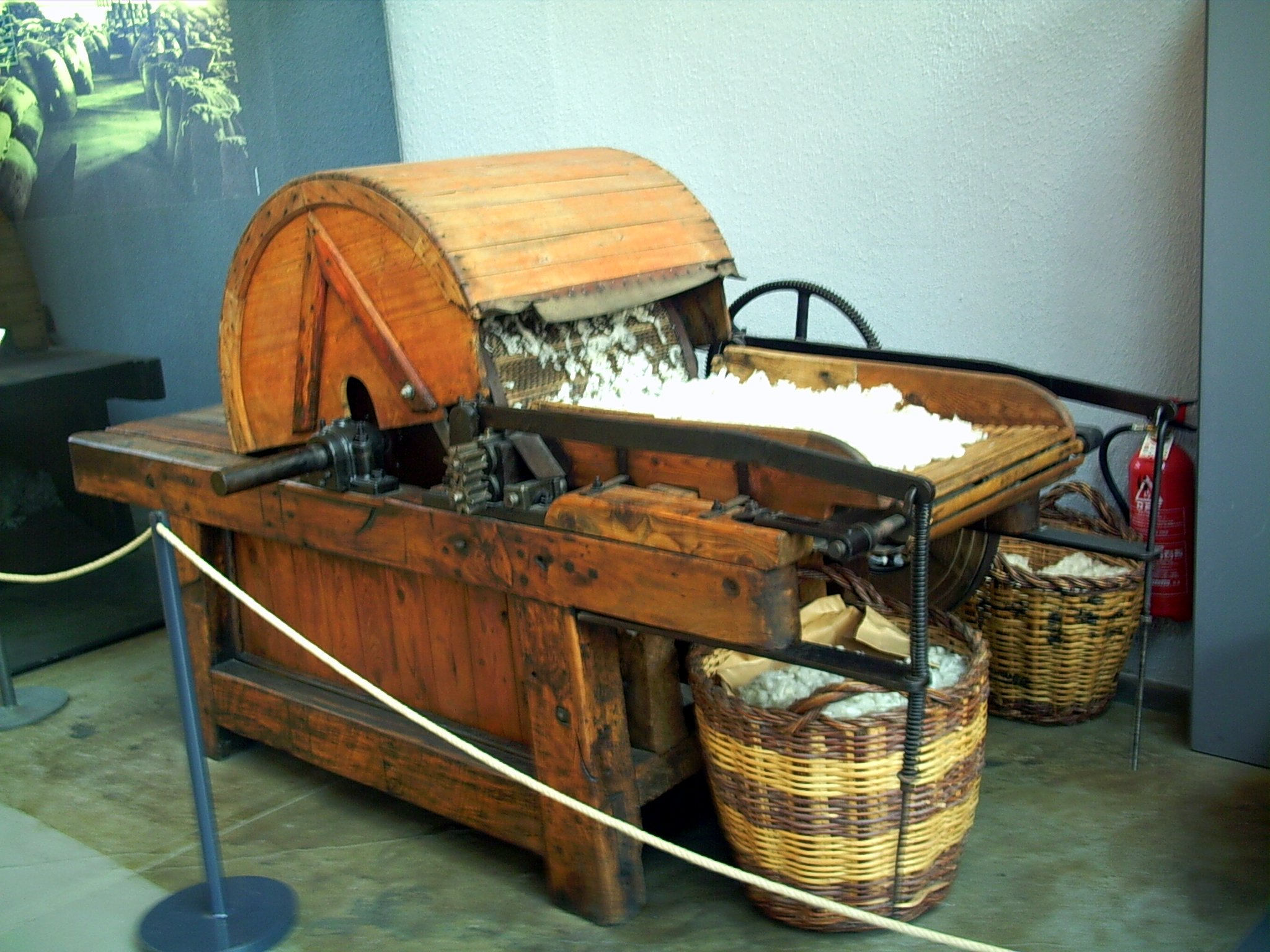
Obridora
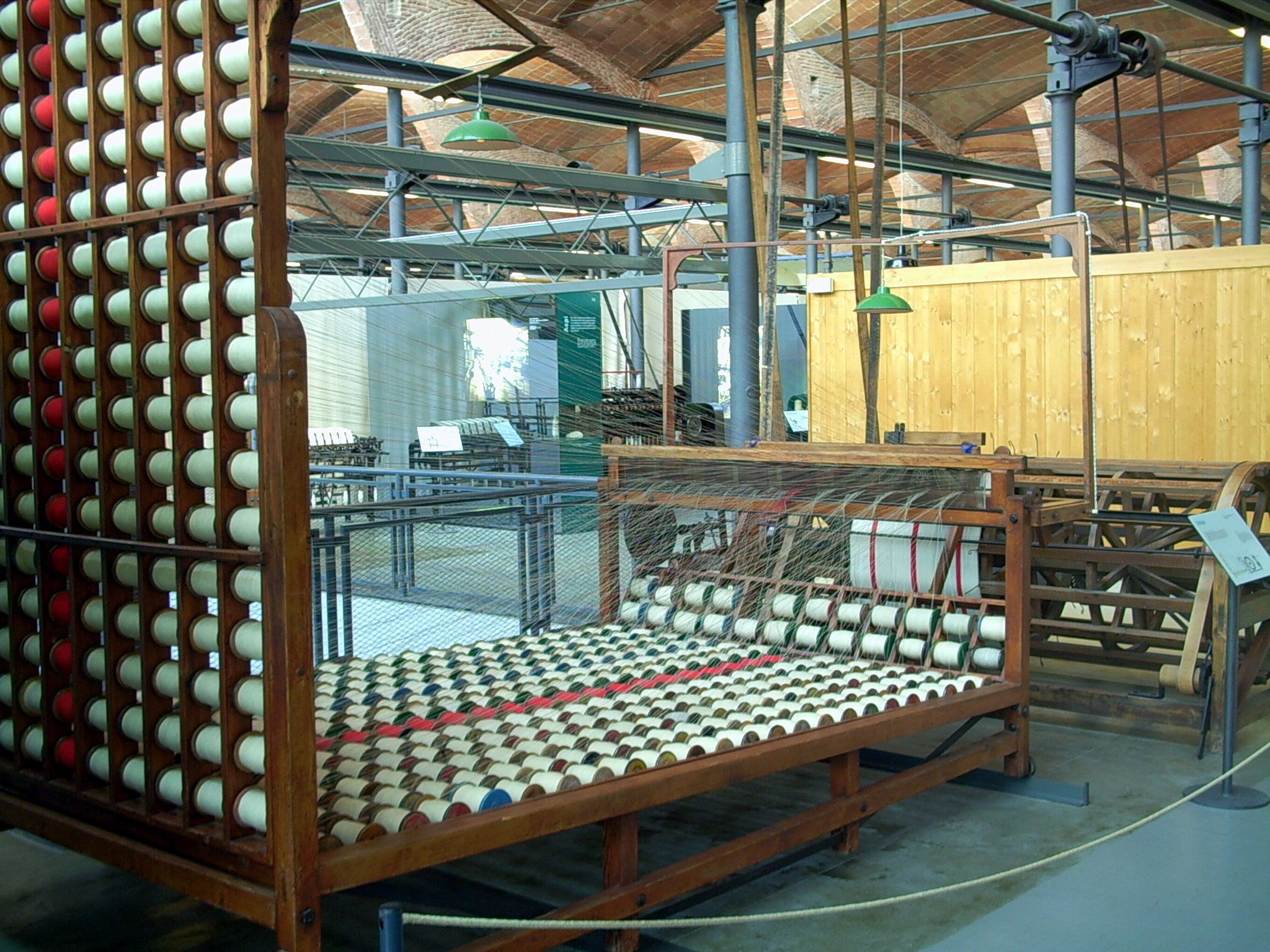
Ordidor
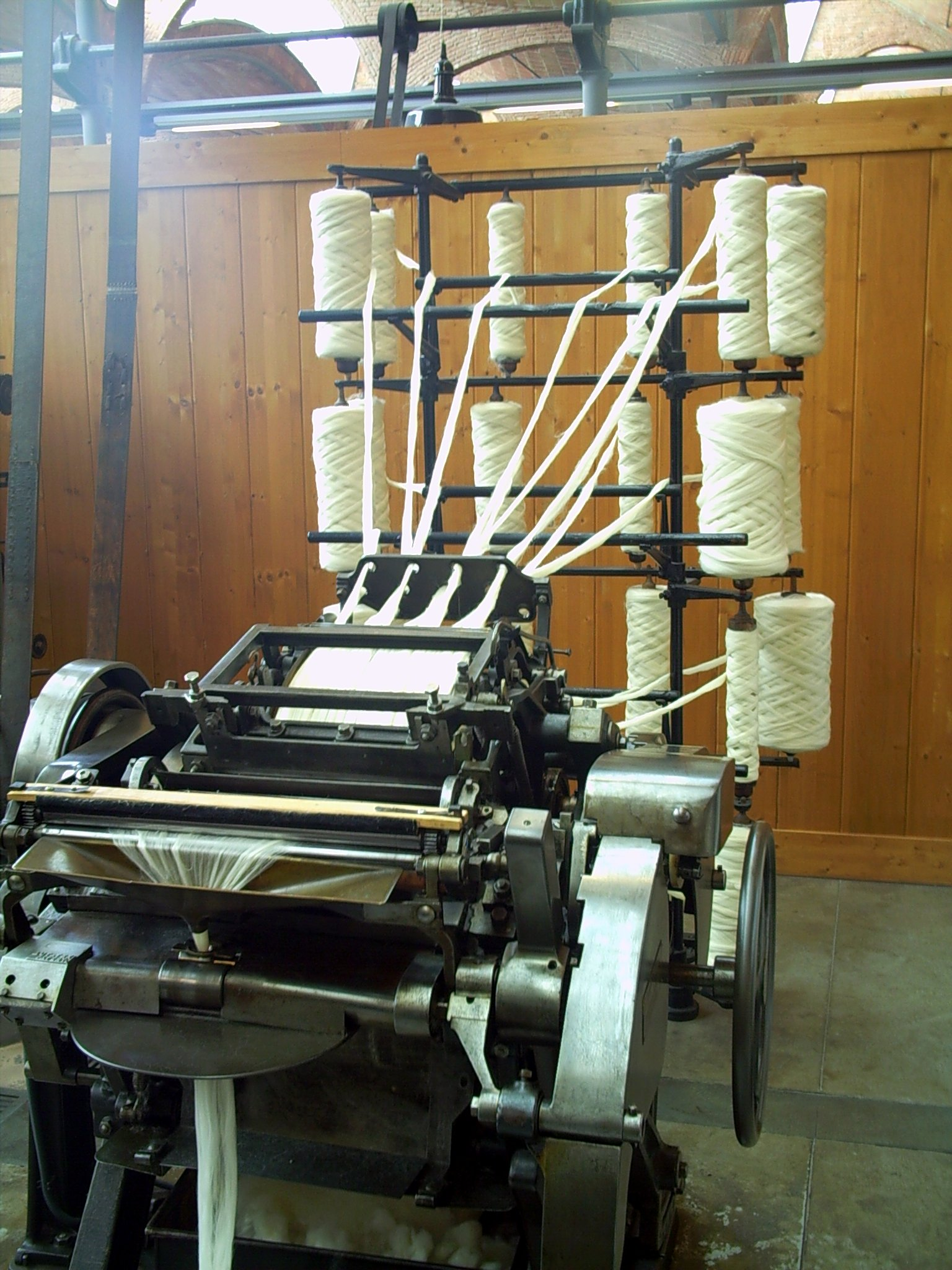
Pentinadora
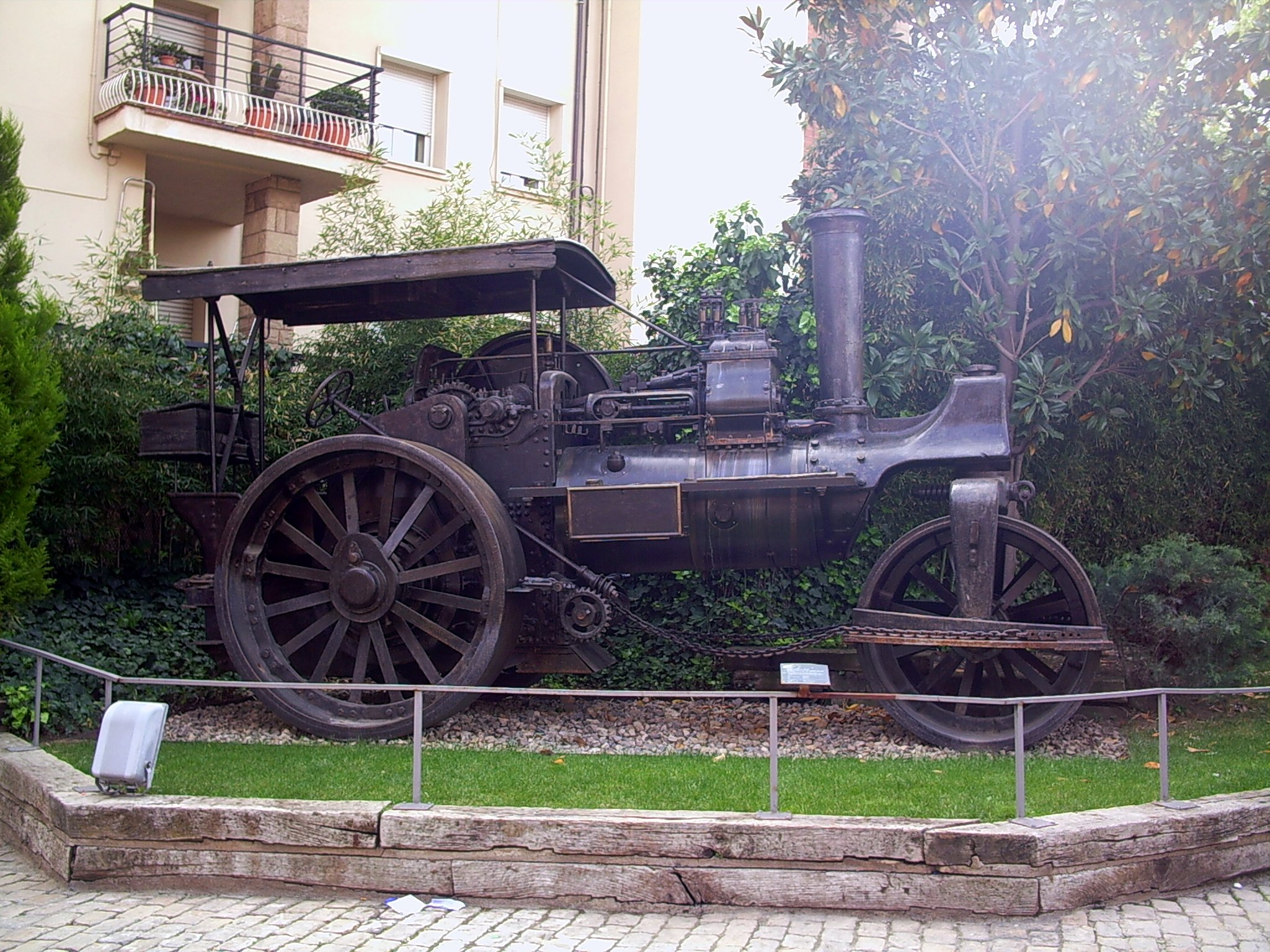
Piconadora de vapor
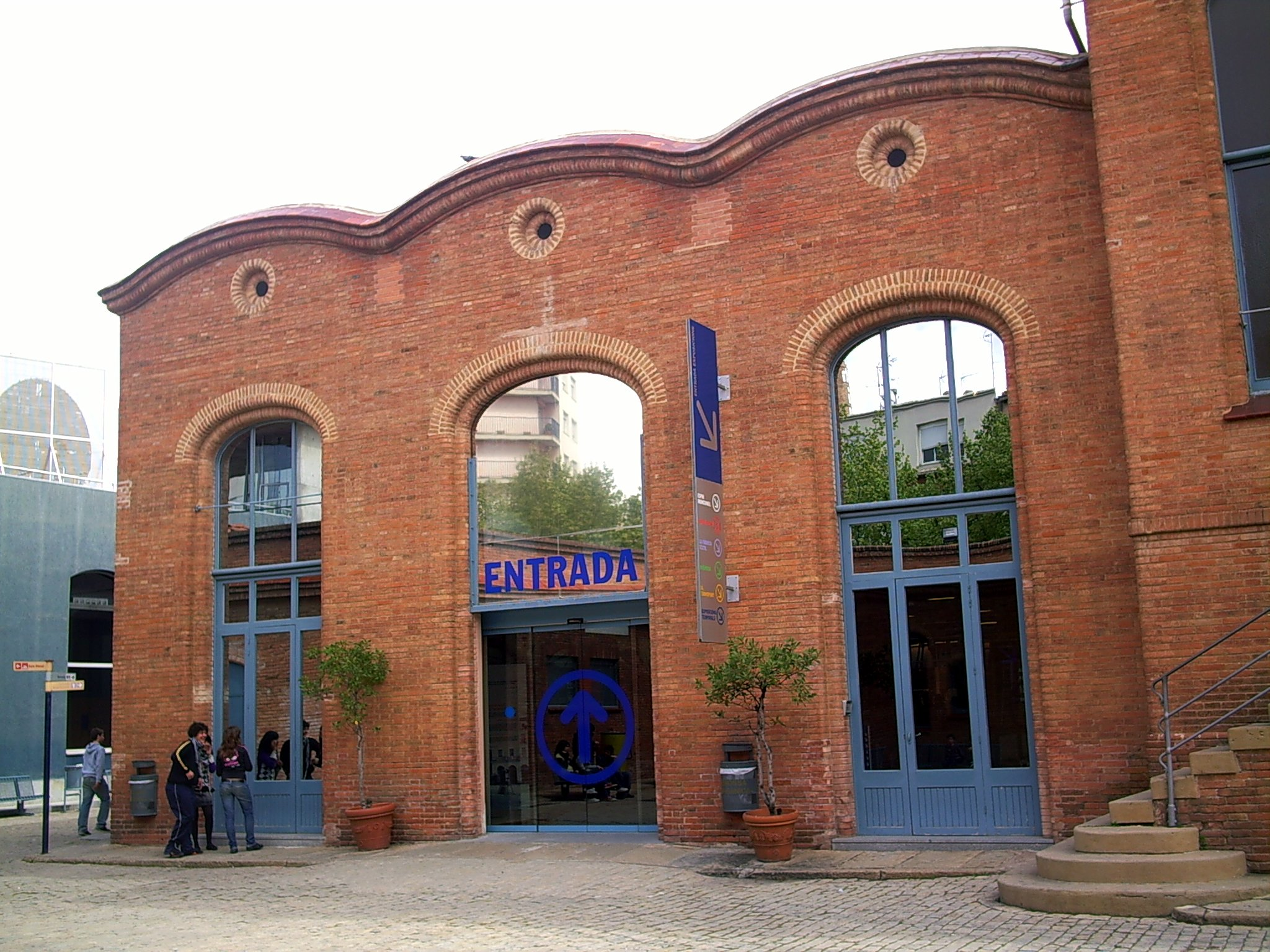
Edifici del quadre elèctric
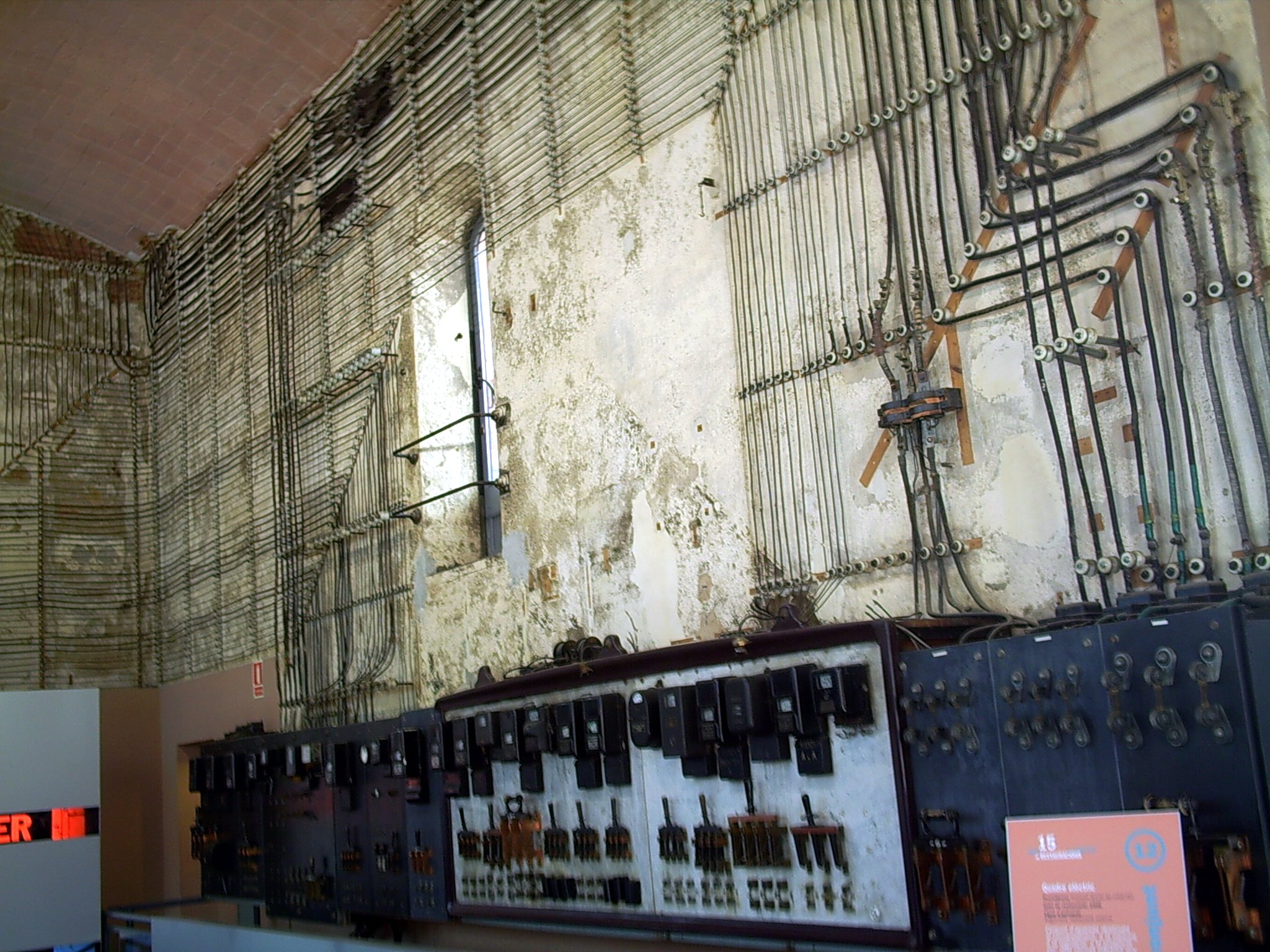
Quadre elèctric
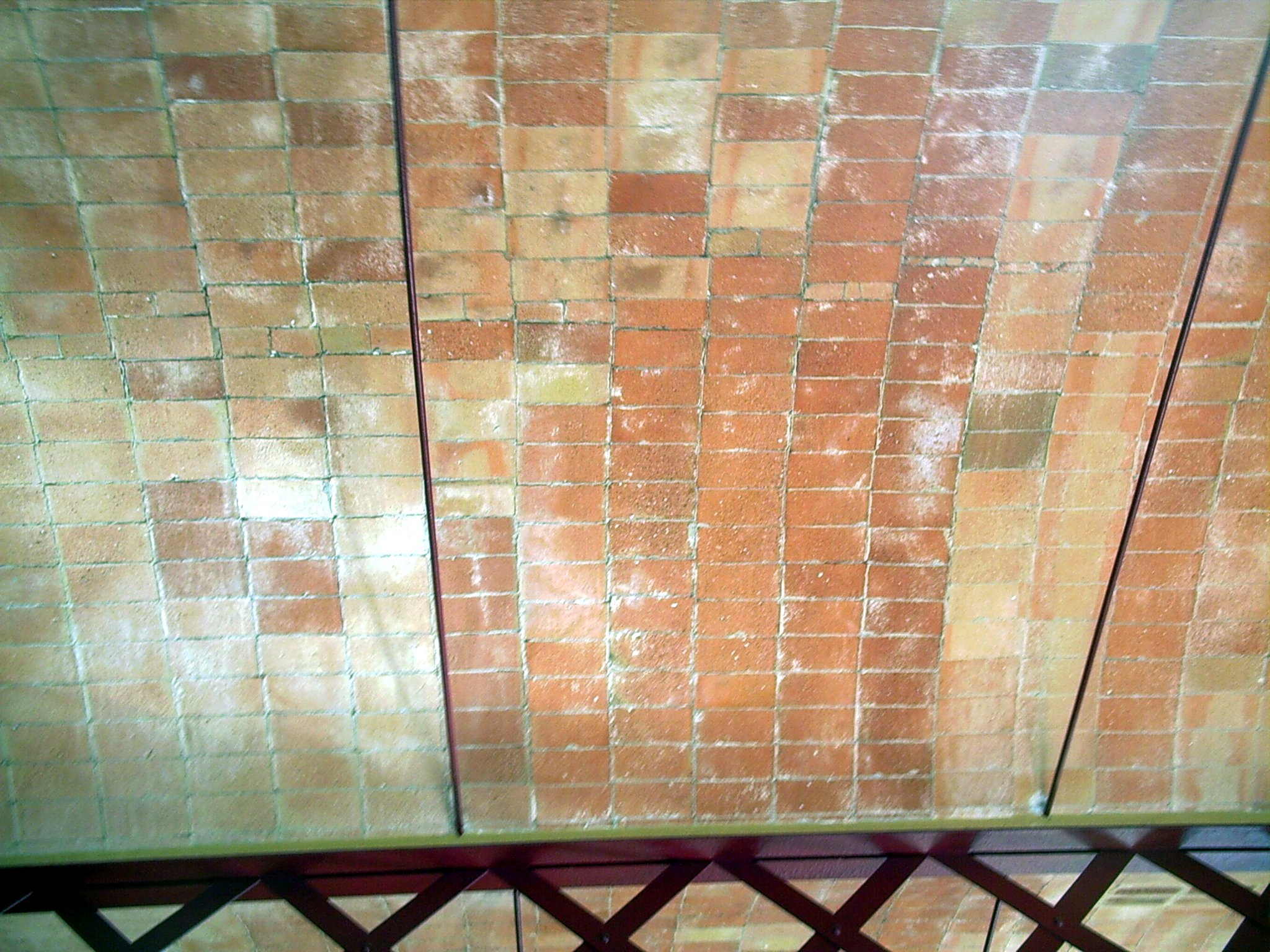
Volta catalana de les quadres
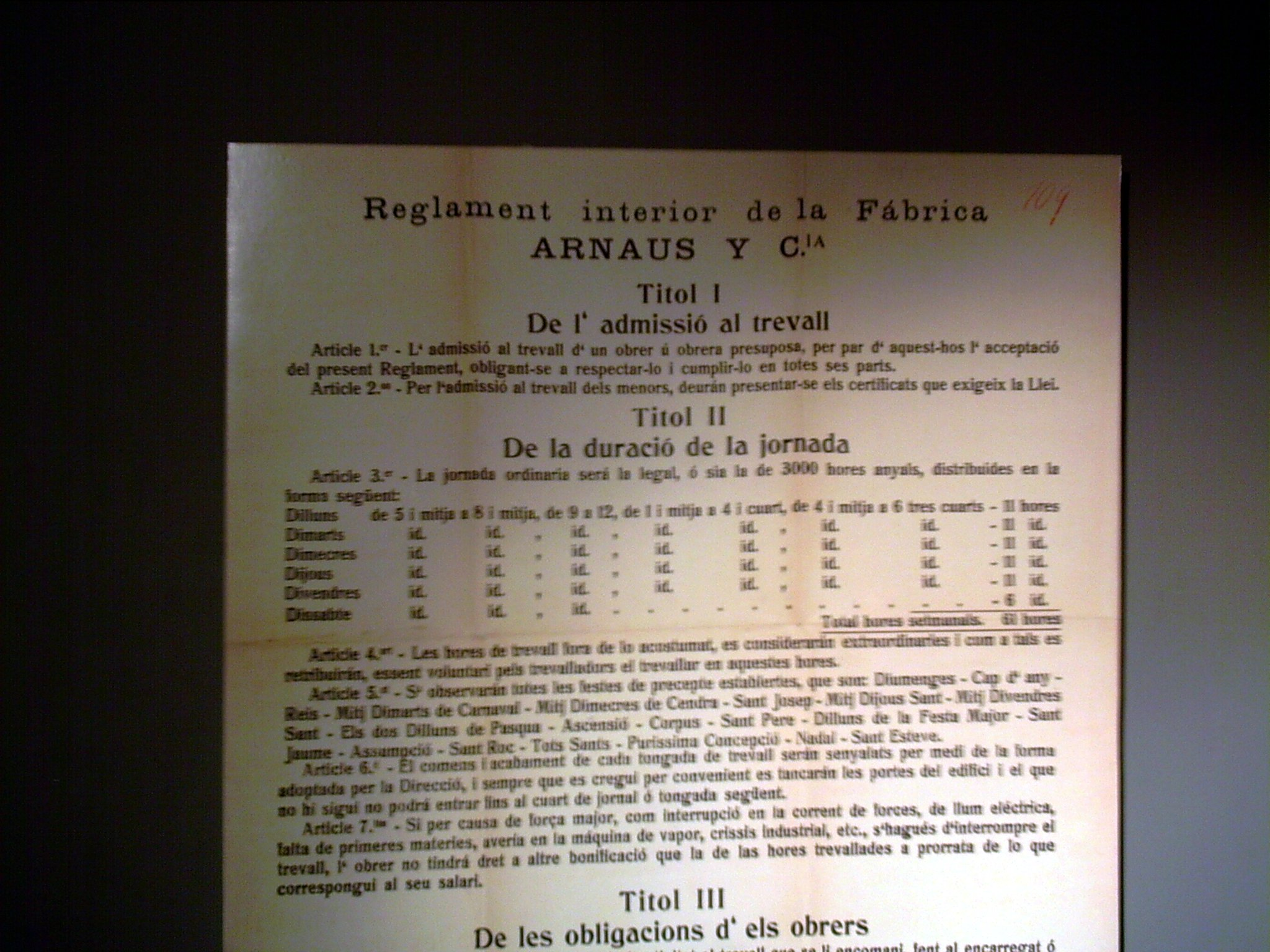
Reglament interior de la fàbrica
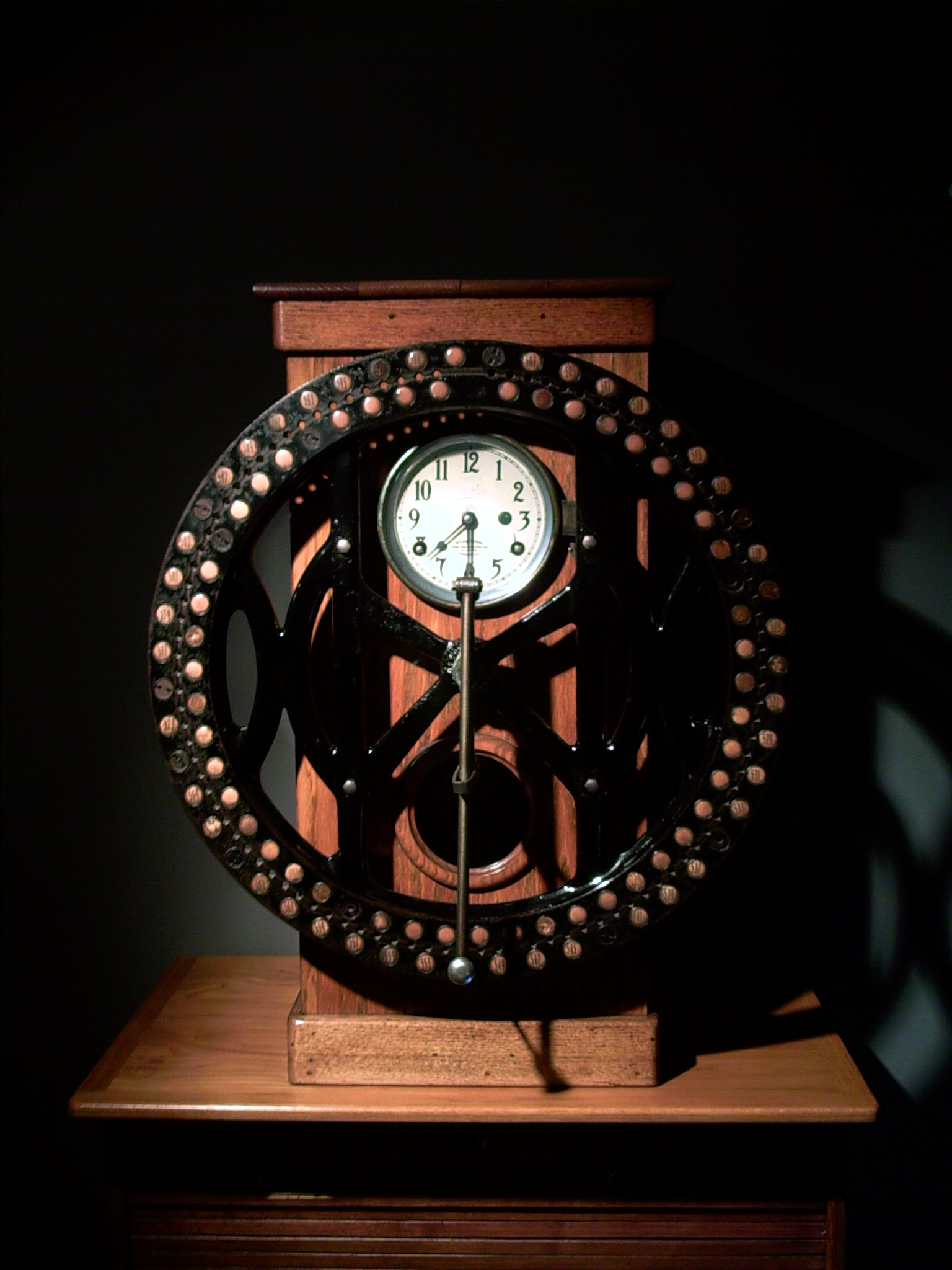
Rellotge de fitxar
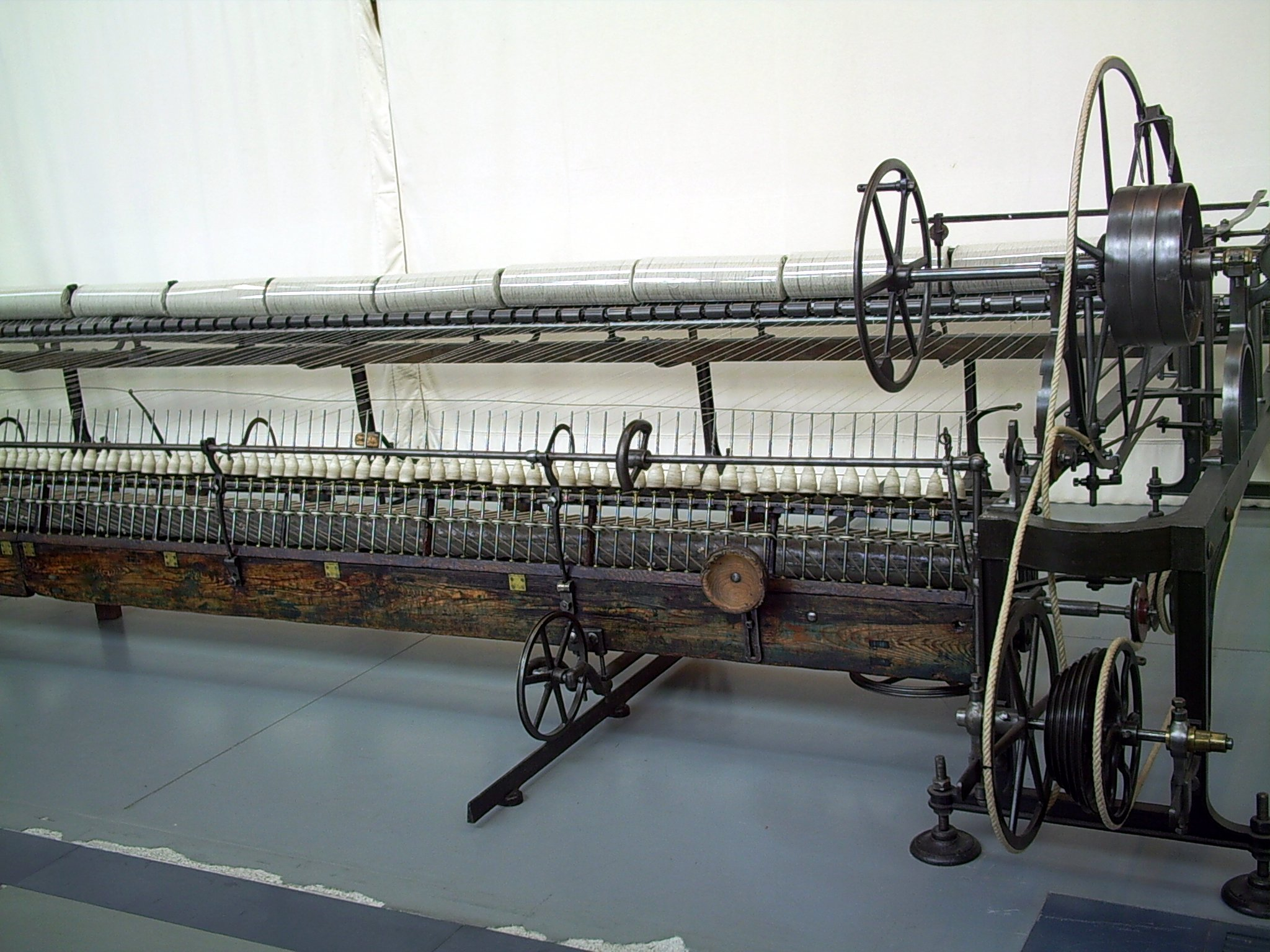
Selfactina
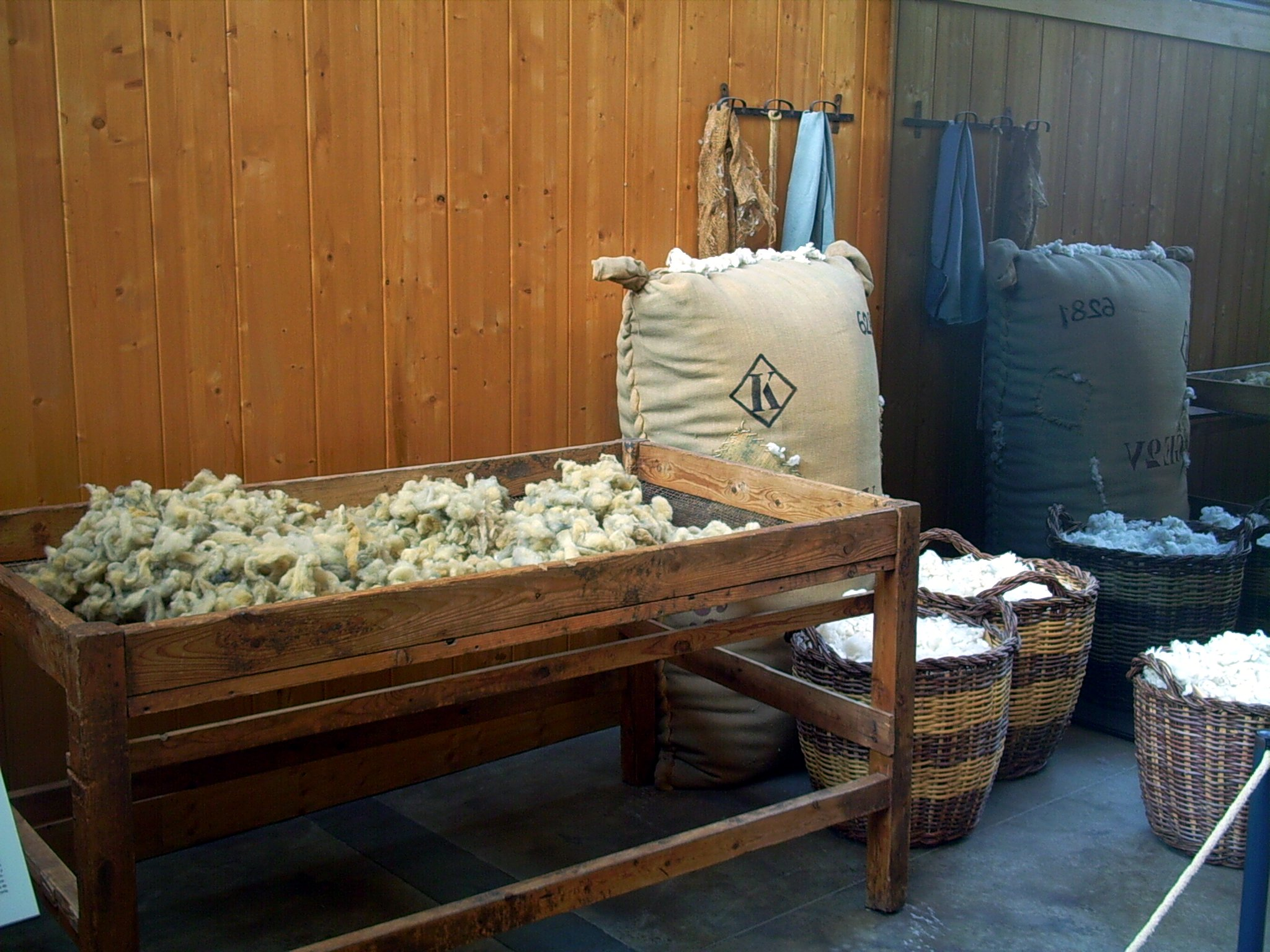
Sorteig de la llana
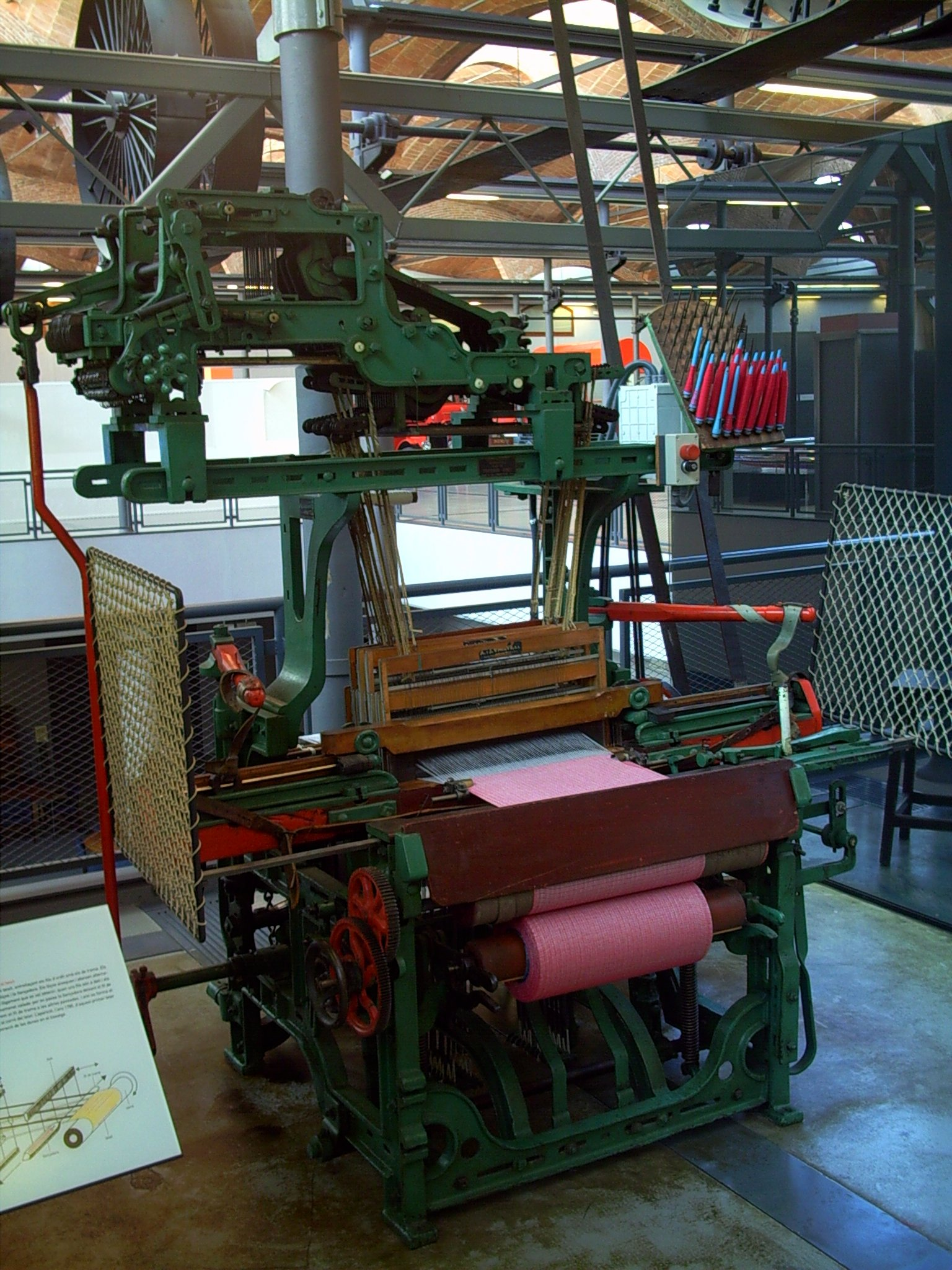
Teler de garrot
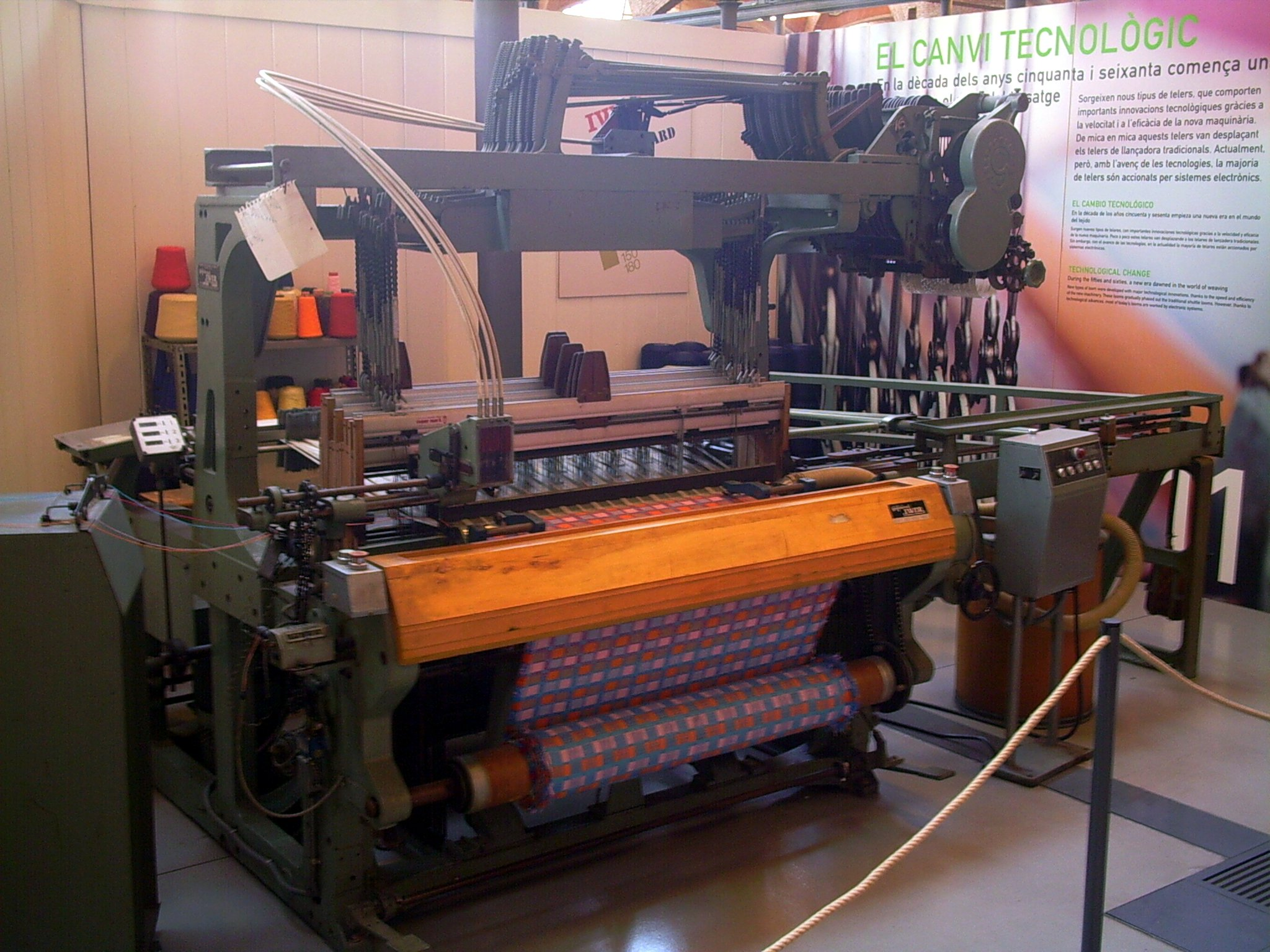
Teler Iwer
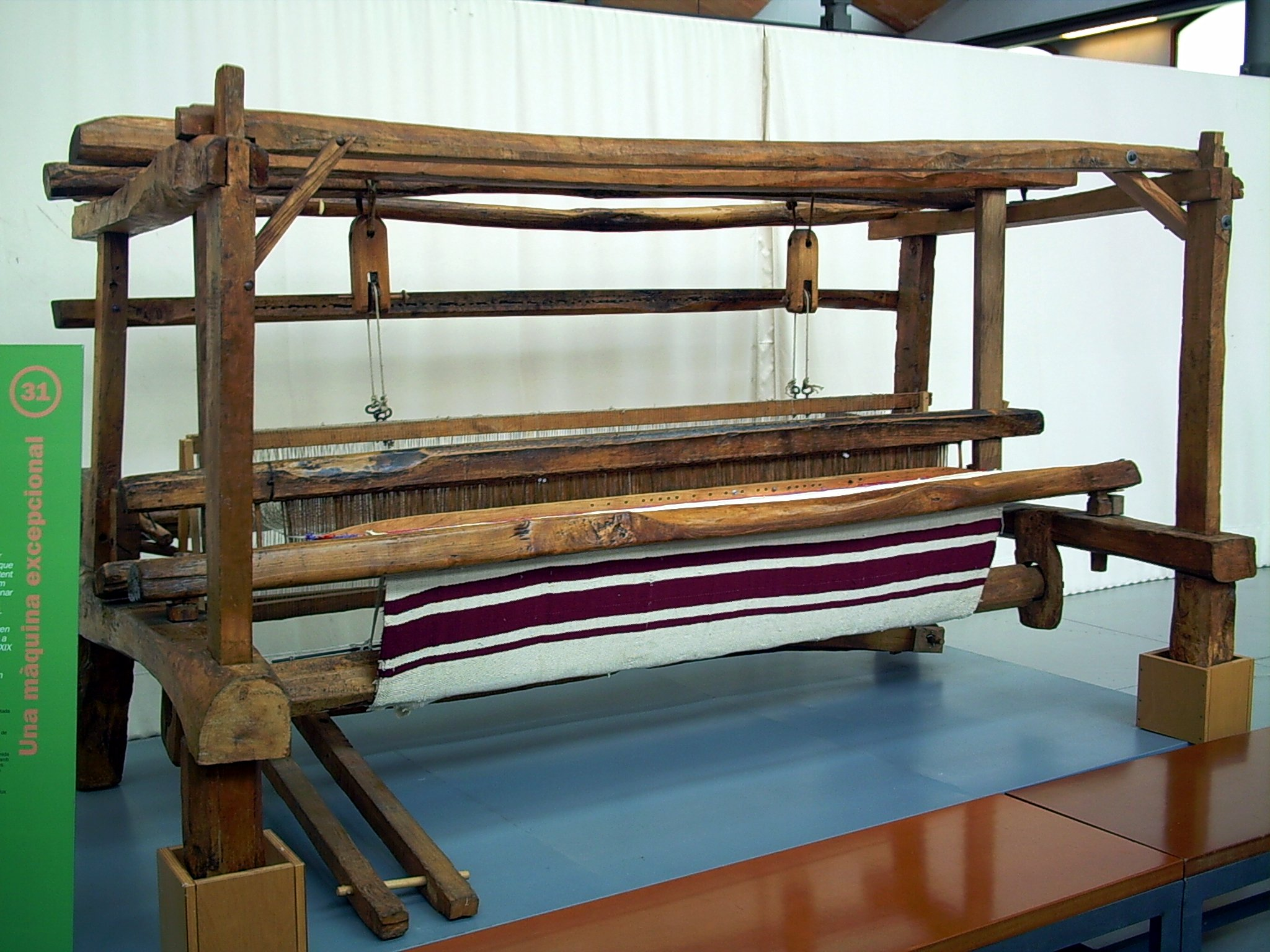
Teler
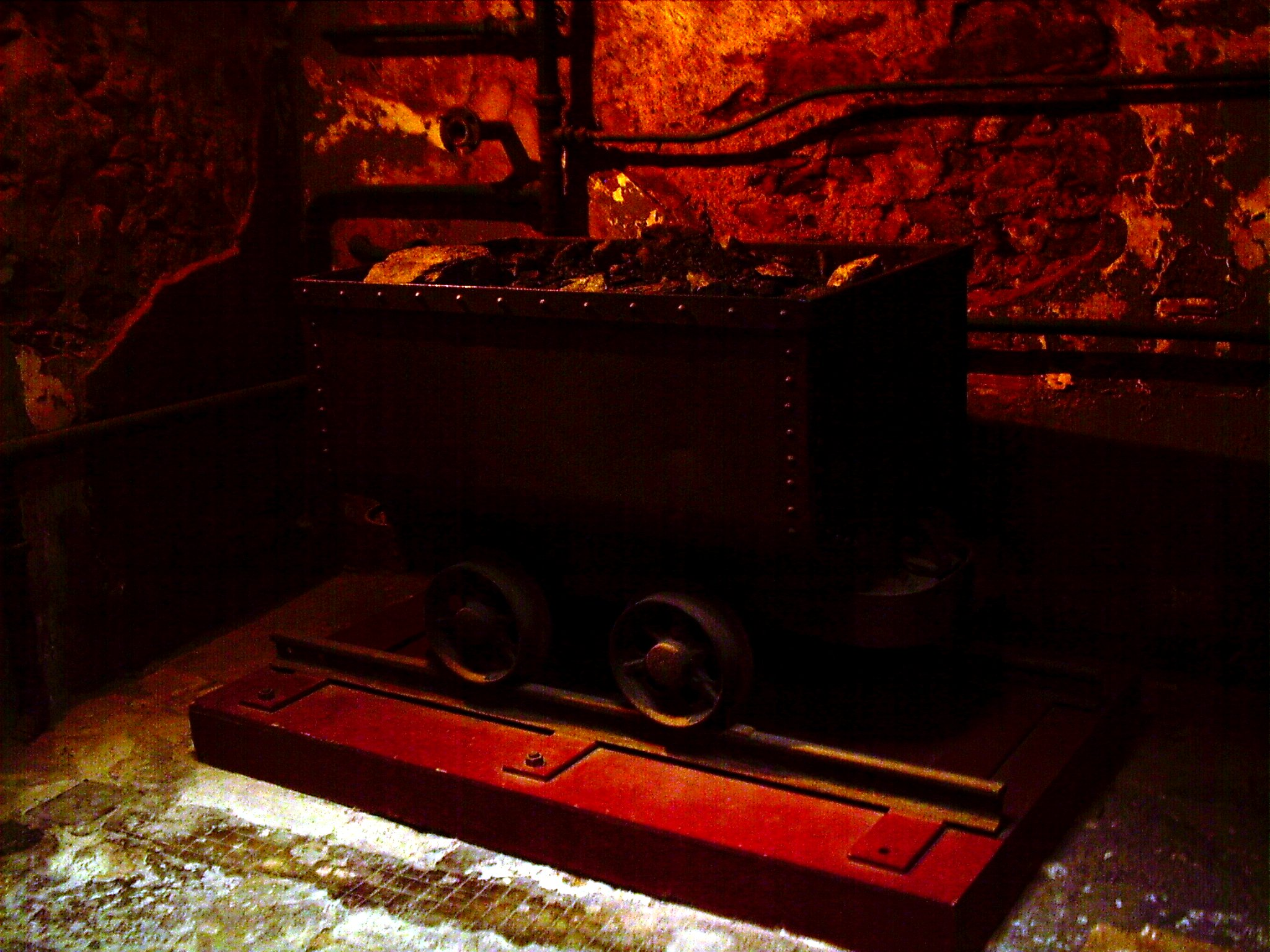
Vagoneta de carbó
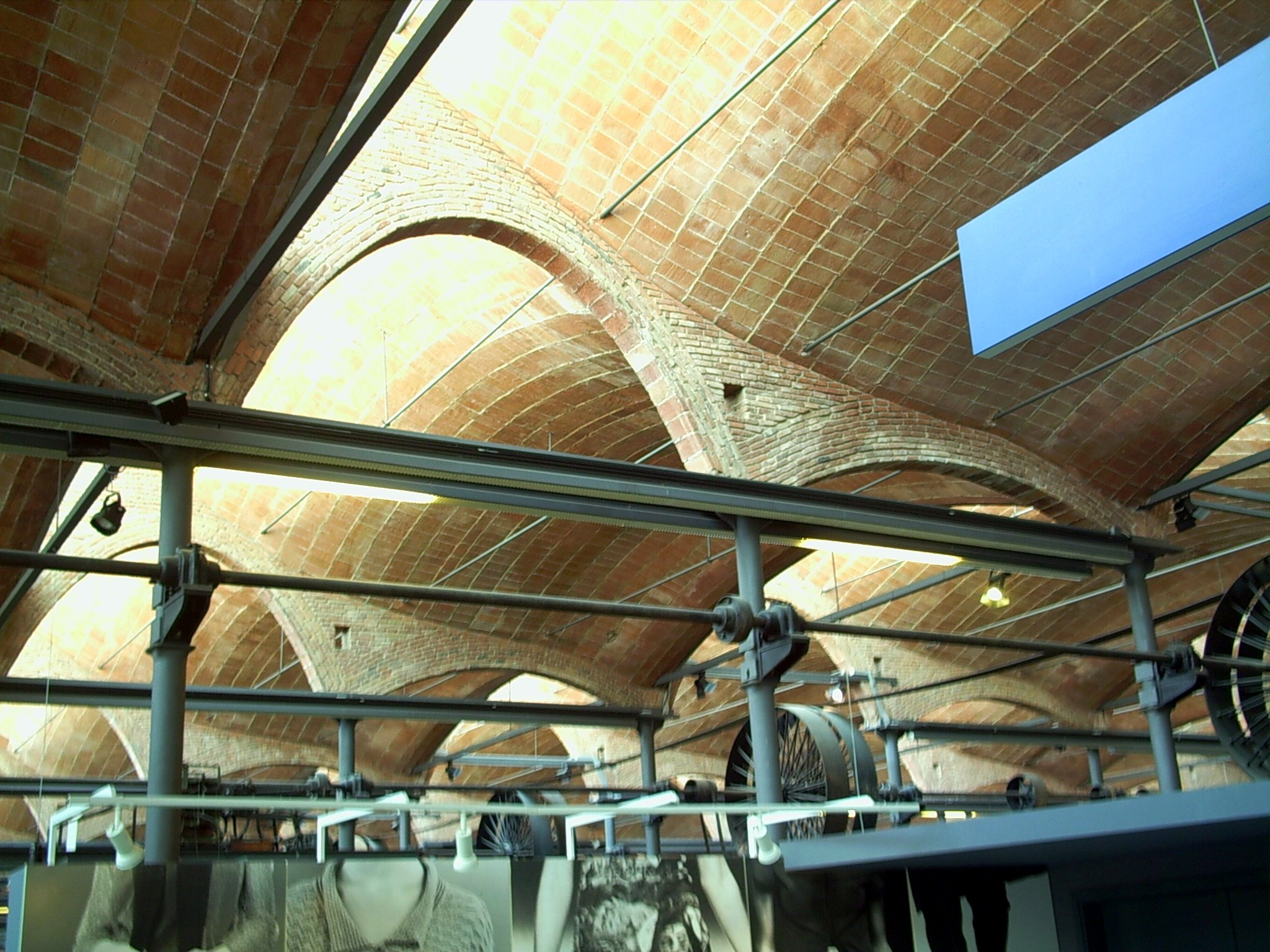
Volta catalana
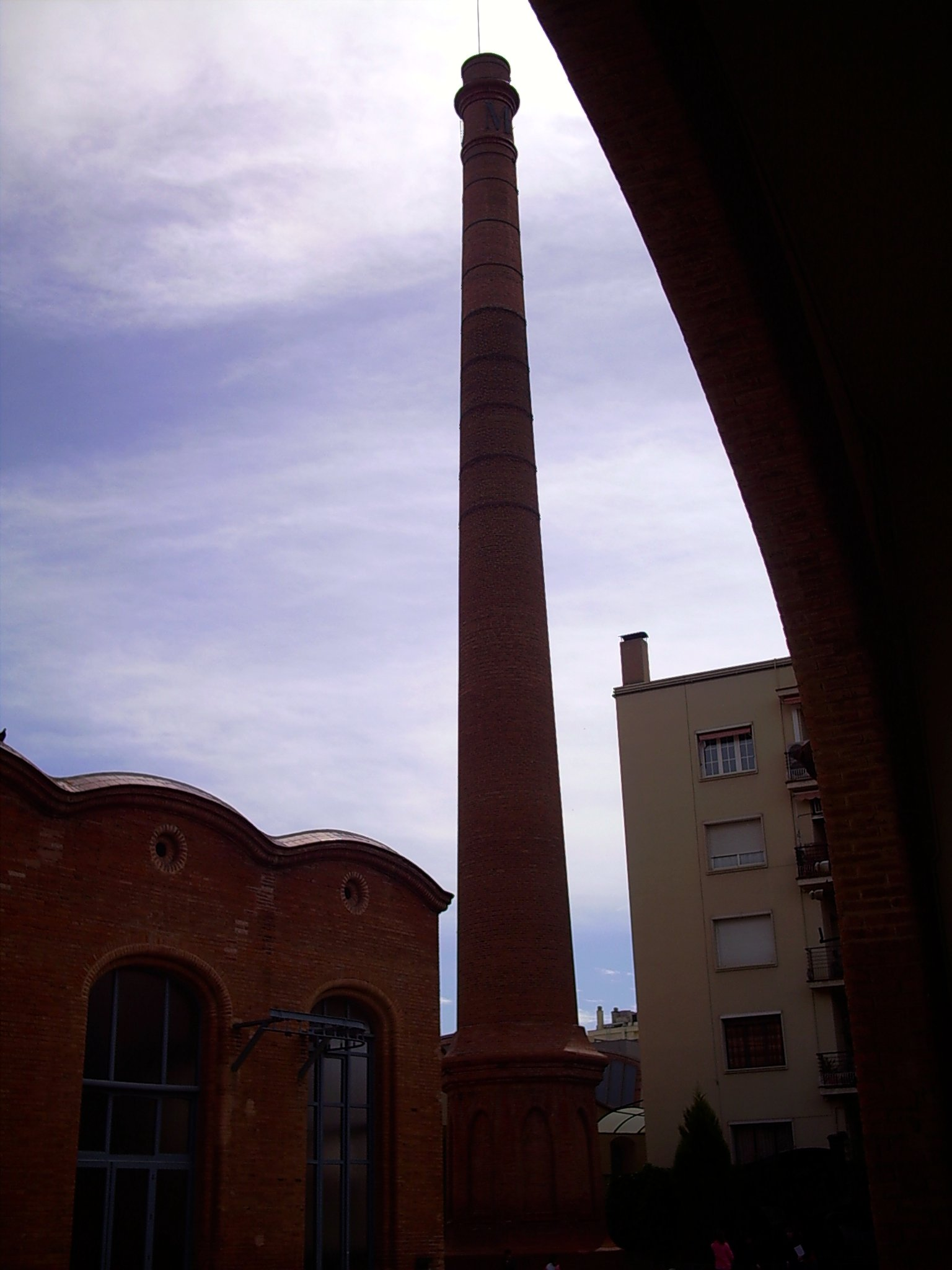
Xemeneia
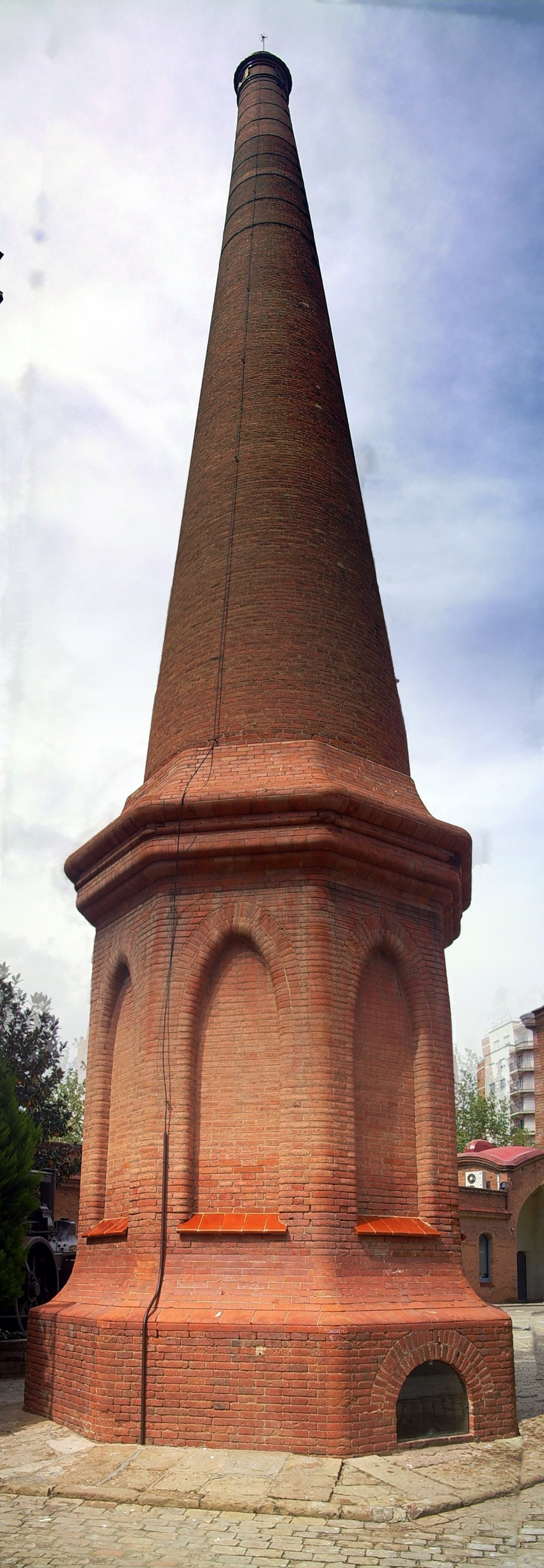
Vista panoràmica de la xemeneia